# Liste des épisodes de Naruto Shippuden

Cet article présente la liste des épisodes de la série télévisée d'animation japonaise Naruto Shippuden issue de la deuxième partie du manga Naruto, dont elle est la suite.

## Généralités
Au Japon, l’anime est diffusé sur la chaîne nippone TV Tokyo, en remplacement de Naruto terminé le 8 février 2007. Les 500 épisodes sont diffusés entre le 15 février 2007 et le 23 mars 2017.
En France, la première diffusion télévisuelle s'est effectuée depuis le 5 septembre 2008 sur la chaîne Game One.
Cette même chaîne a diffusé depuis le 15 septembre 2011 la huitième saison et les trois premiers épisodes de la neuvième.
Elle a diffusé depuis le 3 septembre 2012 la suite des épisodes de la neuvième saison, ceux de la dixième et les quatre premiers épisodes de la onzième.
La chaîne a diffusé depuis le 2 septembre 2013 la suite des épisodes de la onzième saison, la douzième et la treizième et en était à l'épisode 311 au 11 novembre 2013.

## Génériques

### Début
| Numéro | Titre                  | Artiste                  | Épisodes | 1re date         |
| ------ | ---------------------- | ------------------------ | -------- | ---------------- |
| 1      | Hero's Come Back!      | Nobodyknows+             | 1-30     | 15 février 2007  |
| 2      | Distance               | Long Shot Party          | 31-53    | 18 octobre 2007  |
| 3      | Blue Bird              | Ikimono Gakari           | 54-77    | 3 avril 2008     |
| 4      | Closer                 | Inoue Joe                | 78-102   | 2 octobre 2008   |
| 5      | Hotaru no Hikari       | Ikimono Gakari           | 103-128  | 9 avril 2009     |
| 6      | Sign                   | FLOW                     | 129-153  | 8 octobre 2009   |
| 7      | Toumei datta sekai     | Motohiro Hata            | 154-179  | 8 avril 2010     |
| 8      | Diver                  | NICO Touches the Walls   | 180-205  | 7 octobre 2010   |
| 9      | Lovers                 | 7!! — Seven Oops !!      | 206-230  | 7 avril 2011     |
| 10     | Newsong                | Tacica                   | 231-256  | 6 octobre 2011   |
| 11     | Totsugeki Rock         | THE CRO-MAGNONS          | 257-281  | 5 avril 2012     |
| 12     | Moshimo                | Daisuke                  | 282-306  | 4 octobre 2012   |
| 13     | Niwaka Ame Nimo Makezu | NICO Touches the Walls   | 307-332  | 4 avril 2013     |
| 14     | Tsuki no Ookisa        | Nogizaka46               | 333-356  | 3 octobre 2013   |
| 15     | Guren                  | DOES                     | 357-379  | 4 avril 2014     |
| 16     | Silhouette             | KANA-BOON                | 380-405  | 2 octobre 2014   |
| 17     | Kaze                   | Yamazaru                 | 406-431  | 2 avril 2015     |
| 18     | Line                   | Sukima Switch            | 432-458  | 1er octobre 2015 |
| 19     | Blood circulator       | Asian Kung-fu Generation | 459-479  | 5 mai 2016       |
| 20     | Kara no Kokoro         | Anly                     | 480-500  | 20 octobre 2016  |

### Fin
| Numéro | Titre                                   | Artiste                | Épisodes | 1re date de diffusion |
| ------ | --------------------------------------- | ---------------------- | -------- | --------------------- |
| 1      | Nagareboshi ~ Shooting Star             | Home Made Kazoku       | 1-18     | 15 février 2007       |
| 2      | Michi ~ To you all                      | aluto                  | 19-30    | 26 juillet 2007       |
| 3      | Kimi Monogatari                         | Little by little       | 31-41    | 18 octobre 2007       |
| 4      | Mezamero ! Yasei                        | MATCHY with QUESTION?  | 42-53    | 20 décembre 2007      |
| 5      | Sunao Na Niji                           | Surface                | 54-63    | 3 avril 2008          |
| 6      | Broken Youth                            | NICO Touches the Walls | 64-77    | 3 juillet 2008        |
| 7      | Long Kiss Goodbye                       | HALCALI                | 78-90    | 2 octobre 2008        |
| 8      | Bacchikoi !!!                           | DEV PARADE             | 91-102   | 8 janvier 2009        |
| 9      | Shinkokyû                               | Super Beaver           | 103-115  | 9 avril 2009          |
| 10     | My Answer                               | SEAMO                  | 116-128  | 2 juillet 2009        |
| 11     | Omae Dattan Da                          | Kishidan               | 129-141  | 8 octobre 2009        |
| 12     | For You                                 | AZU                    | 142-153  | 7 janvier 2010        |
| 13     | Jitensha                                | Ore Ska Band           | 154-166  | 8 avril 2010          |
| 14     | Utakata Hanabi                          | Supercell              | 167-179  | 1er juillet 2010      |
| 15     | U Can Do It !                           | Domino                 | 180-192  | 7 octobre 2010        |
| 16     | Mayonaka No Orchestra                   | Aqua Timez             | 193-205  | 6 janvier 2011        |
| 17     | Freedom                                 | Home Made Kazoku       | 206-218  | 7 avril 2011          |
| 18     | Yokubou o Sakebe !!!                    | Okamoto's              | 219-230  | 7 juillet 2011        |
| 19     | Place To Try                            | TOTALFAT               | 231-242  | 6 octobre 2011        |
| 20     | By My Side                              | Hemenway               | 243-256  | 5 janvier 2012        |
| 21     | Cascade                                 | UNLIMITS               | 257-268  | 5 avril 2012          |
| 22     | Kono Koe Karashite feat. CHENON         | AISHA                  | 269-281  | 5 juillet 2012        |
| 23     | Mother                                  | MUCC                   | 282-295  | 4 octobre 2012        |
| 24     | Sayonara Memory                         | 7!! Seven Oops         | 296-306  | 18 janvier 2013       |
| 25     | I Can Hear                              | DISH                   | 307-319  | 4 avril 2013          |
| 26     | Yume wo Idaite ~ Hajimari no Kurisurōdo | Rake                   | 320-332  | 4 juillet 2013        |
| 27     | Black Night Town                        | Akihisa Kondou         | 333-343  | 3 octobre 2013        |
| 28     | Niji                                    | Shinkū Horō (ja)       | 344-356  | 9 janvier 2014        |
| 29     | FLAME                                   | DISH                   | 357-366  | 4 avril 2014          |
| 30     | Never Change                            | SHUN ft Lyu:Lyu        | 367-379  | 3 juillet 2014        |
| 31     | Dame Dame da                            | Shiori Tomita          | 380-393  | 2 octobre 2014        |
| 32     | Spinning World                          | Diana Garnet           | 394-405  | 8 janvier 2015        |
| 33     | Kotoba no Iranai Yakusoko               | Sana                   | 406-417  | 2 avril 2015          |
| 34     | Niji no Sora                            | FLOW                   | 418-431  | 2 juillet 2015        |
| 35     | Troublemaker                            | KANIKAPILA             | 432-443  | 1er octobre 2015      |
| 36     | Sonna Kimi Konna Boku                   | Thinking Dogs          | 444-454  | 14 janvier 2016       |
| 37     | Ao no Lullaby                           | Kuroneko Chelsea       | 455-466  | 7 avril 2016          |
| 38     | Pino and Amelie                         | Huwie Ichizaki         | 467-479  | 7 juillet 2016        |
| 39     | Tabidachi no Uta                        | Departure Song         | 480-488  | 20 octobre 2016       |
| 40     | Absolutely                              | Swimy                  | 489-500  | 12 janvier 2017       |

## Répartition des arcs
La répartition et les noms des arcs narratifs et sous-arcs sont indicatifs, et ne présentent pas une information officielle.
| #                                                                                         | #                             | Début            | Fin               | Arcs                                                | Arcs                                      | Arcs                 | Arcs                 | #  | # |
| ----------------------------------------------------------------------------------------- | ----------------------------- | ---------------- | ----------------- | --------------------------------------------------- | ----------------------------------------- | -------------------- | -------------------- | -- | - |
|                                                                                           | 1                             | 15 février 2007  | 27 septembre 2007 |                                                     |                                           |                      |                      | 1  |   |
|                                                                                           | 1                             | 15 février 2007  | 27 septembre 2007 |                                                     |                                           |                      |                      | 1  |   |
| Capture d'Ichibi                                                                          | 1                             | 15 février 2007  | 27 septembre 2007 |                                                     | Capture de Gaara                          | Capture de Gaara     |                      | 1  |   |
| Capture d'Ichibi                                                                          | 1                             | 15 février 2007  | 27 septembre 2007 |                                                     | Capture de Gaara                          | Capture de Gaara     |                      | 1  |   |
| Capture d'Ichibi                                                                          | 1                             | 15 février 2007  | 27 septembre 2007 |                                                     | Capture de Gaara                          | Capture de Gaara     |                      | 1  |   |
| Capture d'Ichibi                                                                          | 1                             | 15 février 2007  | 27 septembre 2007 |                                                     | Capture de Gaara                          | Capture de Gaara     |                      | 1  |   |
| Capture d'Ichibi                                                                          | 1                             | 15 février 2007  | 27 septembre 2007 |                                                     | Capture de Gaara                          | Capture de Gaara     |                      | 1  |   |
| Capture d'Ichibi                                                                          | 1                             | 15 février 2007  | 27 septembre 2007 |                                                     | Capture de Gaara                          | Capture de Gaara     |                      | 1  |   |
| Capture d'Ichibi                                                                          | 1                             | 15 février 2007  | 27 septembre 2007 | Sauvetage de Gaara                                  |                                           |                      |                      | 1  |   |
| Capture d'Ichibi                                                                          | 1                             | 15 février 2007  | 27 septembre 2007 |                                                     |                                           |                      |                      | 1  |   |
| Capture d'Ichibi                                                                          | 1                             | 15 février 2007  | 27 septembre 2007 |                                                     |                                           |                      |                      | 1  |   |
| Capture d'Ichibi                                                                          | 1                             | 15 février 2007  | 27 septembre 2007 |                                                     |                                           |                      |                      | 1  |   |
| Capture d'Ichibi                                                                          | 1                             | 15 février 2007  | 27 septembre 2007 |                                                     |                                           |                      |                      | 1  |   |
| Capture d'Ichibi                                                                          | 1                             | 15 février 2007  | 27 septembre 2007 |                                                     |                                           |                      |                      | 1  |   |
| Capture d'Ichibi                                                                          | 1                             | 15 février 2007  | 27 septembre 2007 |                                                     |                                           |                      |                      | 1  |   |
| Capture d'Ichibi                                                                          | 1                             | 15 février 2007  | 27 septembre 2007 |                                                     |                                           |                      |                      | 1  |   |
| Capture d'Ichibi                                                                          | 1                             | 15 février 2007  | 27 septembre 2007 |                                                     |                                           |                      |                      | 1  |   |
| Capture d'Ichibi                                                                          | 1                             | 15 février 2007  | 27 septembre 2007 |                                                     |                                           |                      |                      | 1  |   |
| Capture d'Ichibi                                                                          | 1                             | 15 février 2007  | 27 septembre 2007 |                                                     |                                           |                      |                      | 1  |   |
| Capture d'Ichibi                                                                          | 1                             | 15 février 2007  | 27 septembre 2007 | Sakura et Chiyo vs Sasori                           |                                           |                      |                      | 1  |   |
| Capture d'Ichibi                                                                          | 1                             | 15 février 2007  | 27 septembre 2007 |                                                     |                                           |                      |                      | 1  |   |
| Capture d'Ichibi                                                                          | 1                             | 15 février 2007  | 27 septembre 2007 |                                                     |                                           |                      |                      | 1  |   |
| Capture d'Ichibi                                                                          | 1                             | 15 février 2007  | 27 septembre 2007 |                                                     |                                           |                      |                      | 1  |   |
| Capture d'Ichibi                                                                          | 1                             | 15 février 2007  | 27 septembre 2007 |                                                     |                                           |                      |                      | 1  |   |
| Capture d'Ichibi                                                                          | 1                             | 15 février 2007  | 27 septembre 2007 |                                                     |                                           |                      |                      | 1  |   |
| Capture d'Ichibi                                                                          | 1                             | 15 février 2007  | 27 septembre 2007 |                                                     |                                           |                      |                      | 1  |   |
| Capture d'Ichibi                                                                          | 1                             | 15 février 2007  | 27 septembre 2007 |                                                     |                                           |                      |                      | 1  |   |
| Capture d'Ichibi                                                                          | 1                             | 15 février 2007  | 27 septembre 2007 |                                                     |                                           |                      |                      | 1  |   |
| Capture d'Ichibi                                                                          | 1                             | 15 février 2007  | 27 septembre 2007 |                                                     |                                           |                      |                      | 1  |   |
| Capture d'Ichibi                                                                          | 1                             | 15 février 2007  | 27 septembre 2007 |                                                     |                                           |                      |                      | 1  |   |
| Capture d'Ichibi                                                                          |                               | 2                | 18 octobre 2007   | 3 avril 2008                                        |                                           | 2                    |                      |    |   |
| Capture d'Ichibi                                                                          |                               | 2                | 18 octobre 2007   | 3 avril 2008                                        |                                           | 2                    |                      |    |   |
| Mission à Kusa                                                                            |                               | 2                | 18 octobre 2007   | 3 avril 2008                                        |                                           | 2                    |                      |    |   |
|                                                                                           |                               | 2                | 18 octobre 2007   | 3 avril 2008                                        |                                           | 2                    |                      |    |   |
|                                                                                           |                               | 2                | 18 octobre 2007   | 3 avril 2008                                        |                                           | 2                    |                      |    |   |
|                                                                                           |                               | 2                | 18 octobre 2007   | 3 avril 2008                                        |                                           | 2                    |                      |    |   |
|                                                                                           |                               | 2                | 18 octobre 2007   | 3 avril 2008                                        |                                           | 2                    |                      |    |   |
|                                                                                           |                               | 2                | 18 octobre 2007   | 3 avril 2008                                        |                                           | 2                    |                      |    |   |
|                                                                                           | Combat sur le pont            | 2                | 18 octobre 2007   | 3 avril 2008                                        |                                           | 2                    |                      |    |   |
|                                                                                           |                               | 2                | 18 octobre 2007   | 3 avril 2008                                        |                                           | 2                    |                      |    |   |
|                                                                                           |                               | 2                | 18 octobre 2007   | 3 avril 2008                                        |                                           | 2                    |                      |    |   |
|                                                                                           |                               | 2                | 18 octobre 2007   | 3 avril 2008                                        |                                           | 2                    |                      |    |   |
|                                                                                           |                               | 2                | 18 octobre 2007   | 3 avril 2008                                        |                                           | 2                    |                      |    |   |
|                                                                                           | Trahison de Saï               | 2                | 18 octobre 2007   | 3 avril 2008                                        |                                           | 2                    |                      |    |   |
|                                                                                           |                               | 2                | 18 octobre 2007   | 3 avril 2008                                        |                                           | 2                    |                      |    |   |
|                                                                                           |                               | 2                | 18 octobre 2007   | 3 avril 2008                                        |                                           | 2                    |                      |    |   |
|                                                                                           |                               | 2                | 18 octobre 2007   | 3 avril 2008                                        |                                           | 2                    |                      |    |   |
|                                                                                           |                               | 2                | 18 octobre 2007   | 3 avril 2008                                        |                                           | 2                    |                      |    |   |
|                                                                                           | Repaire d'Orochimaru          | 2                | 18 octobre 2007   | 3 avril 2008                                        |                                           | 2                    |                      |    |   |
|                                                                                           |                               | 2                | 18 octobre 2007   | 3 avril 2008                                        |                                           | 2                    |                      |    |   |
|                                                                                           |                               | 2                | 18 octobre 2007   | 3 avril 2008                                        |                                           | 2                    |                      |    |   |
|                                                                                           |                               | 2                | 18 octobre 2007   | 3 avril 2008                                        |                                           | 2                    |                      |    |   |
|                                                                                           |                               | 2                | 18 octobre 2007   | 3 avril 2008                                        |                                           | 2                    |                      |    |   |
|                                                                                           | 3                             | 3 avril 2008     | 25 septembre 2008 | Fūton                                               |                                           |                      |                      | 3  |   |
|                                                                                           | 3                             | 3 avril 2008     | 25 septembre 2008 | Fūton                                               |                                           |                      |                      | 3  |   |
|                                                                                           | 3                             | 3 avril 2008     | 25 septembre 2008 | Fūton                                               |                                           |                      |                      | 3  |   |
| Sora                                                                                      | 3                             | 3 avril 2008     | 25 septembre 2008 |                                                     |                                           |                      |                      | 3  |   |
|                                                                                           | 3                             | 3 avril 2008     | 25 septembre 2008 |                                                     |                                           |                      |                      | 3  |   |
|                                                                                           | 3                             | 3 avril 2008     | 25 septembre 2008 |                                                     |                                           |                      |                      | 3  |   |
|                                                                                           | 3                             | 3 avril 2008     | 25 septembre 2008 |                                                     |                                           |                      |                      | 3  |   |
|                                                                                           | 3                             | 3 avril 2008     | 25 septembre 2008 |                                                     |                                           |                      |                      | 3  |   |
|                                                                                           | 3                             | 3 avril 2008     | 25 septembre 2008 |                                                     |                                           |                      |                      | 3  |   |
|                                                                                           | 3                             | 3 avril 2008     | 25 septembre 2008 |                                                     |                                           |                      |                      | 3  |   |
|                                                                                           | 3                             | 3 avril 2008     | 25 septembre 2008 |                                                     |                                           |                      |                      | 3  |   |
|                                                                                           | 3                             | 3 avril 2008     | 25 septembre 2008 |                                                     |                                           |                      |                      | 3  |   |
|                                                                                           | 3                             | 3 avril 2008     | 25 septembre 2008 |                                                     |                                           |                      |                      | 3  |   |
|                                                                                           | 3                             | 3 avril 2008     | 25 septembre 2008 |                                                     |                                           |                      |                      | 3  |   |
|                                                                                           | 3                             | 3 avril 2008     | 25 septembre 2008 |                                                     |                                           |                      |                      | 3  |   |
|                                                                                           | 3                             | 3 avril 2008     | 25 septembre 2008 |                                                     |                                           |                      |                      | 3  |   |
|                                                                                           | 3                             | 3 avril 2008     | 25 septembre 2008 |                                                     |                                           |                      |                      | 3  |   |
|                                                                                           | 3                             | 3 avril 2008     | 25 septembre 2008 |                                                     |                                           |                      |                      | 3  |   |
| Hidan & Kakuzu                                                                            | 3                             | 3 avril 2008     | 25 septembre 2008 |                                                     |                                           |                      |                      | 3  |   |
|                                                                                           | 3                             | 3 avril 2008     | 25 septembre 2008 |                                                     |                                           |                      |                      | 3  |   |
|                                                                                           | 3                             | 3 avril 2008     | 25 septembre 2008 |                                                     |                                           |                      |                      | 3  |   |
|                                                                                           | 3                             | 3 avril 2008     | 25 septembre 2008 |                                                     |                                           |                      |                      | 3  |   |
|                                                                                           | 3                             | 3 avril 2008     | 25 septembre 2008 |                                                     |                                           |                      |                      | 3  |   |
|                                                                                           | 3                             | 3 avril 2008     | 25 septembre 2008 |                                                     |                                           |                      |                      | 3  |   |
|                                                                                           | 4                             | 2 octobre 2008   | 26 mars 2009      |                                                     | 4                                         |                      |                      |    |   |
|                                                                                           | 4                             | 2 octobre 2008   | 26 mars 2009      |                                                     | 4                                         |                      |                      |    |   |
|                                                                                           | 4                             | 2 octobre 2008   | 26 mars 2009      |                                                     | 4                                         |                      |                      |    |   |
|                                                                                           | 4                             | 2 octobre 2008   | 26 mars 2009      |                                                     | 4                                         |                      |                      |    |   |
|                                                                                           | 4                             | 2 octobre 2008   | 26 mars 2009      |                                                     | 4                                         |                      |                      |    |   |
|                                                                                           | 4                             | 2 octobre 2008   | 26 mars 2009      |                                                     | 4                                         |                      |                      |    |   |
|                                                                                           | 4                             | 2 octobre 2008   | 26 mars 2009      |                                                     | 4                                         |                      |                      |    |   |
|                                                                                           | 4                             | 2 octobre 2008   | 26 mars 2009      |                                                     | 4                                         |                      |                      |    |   |
|                                                                                           | 4                             | 2 octobre 2008   | 26 mars 2009      |                                                     | 4                                         |                      |                      |    |   |
|                                                                                           | 4                             | 2 octobre 2008   | 26 mars 2009      |                                                     | 4                                         |                      |                      |    |   |
|                                                                                           | 4                             | 2 octobre 2008   | 26 mars 2009      |                                                     | 4                                         |                      |                      |    |   |
|                                                                                           | 4                             | 2 octobre 2008   | 26 mars 2009      |                                                     | 4                                         |                      |                      |    |   |
| Sanbi                                                                                     | 4                             | 2 octobre 2008   | 26 mars 2009      |                                                     | 4                                         |                      |                      |    |   |
|                                                                                           | 4                             | 2 octobre 2008   | 26 mars 2009      |                                                     | 4                                         |                      |                      |    |   |
|                                                                                           | 4                             | 2 octobre 2008   | 26 mars 2009      |                                                     | 4                                         |                      |                      |    |   |
|                                                                                           | 4                             | 2 octobre 2008   | 26 mars 2009      |                                                     | 4                                         |                      |                      |    |   |
|                                                                                           | 4                             | 2 octobre 2008   | 26 mars 2009      |                                                     | 4                                         |                      |                      |    |   |
|                                                                                           | 4                             | 2 octobre 2008   | 26 mars 2009      |                                                     | 4                                         |                      |                      |    |   |
|                                                                                           | 4                             | 2 octobre 2008   | 26 mars 2009      |                                                     | 4                                         |                      |                      |    |   |
|                                                                                           | 4                             | 2 octobre 2008   | 26 mars 2009      |                                                     | 4                                         |                      |                      |    |   |
|                                                                                           | 4                             | 2 octobre 2008   | 26 mars 2009      |                                                     | 4                                         |                      |                      |    |   |
|                                                                                           | 4                             | 2 octobre 2008   | 26 mars 2009      |                                                     | 4                                         |                      |                      |    |   |
|                                                                                           | 4                             | 2 octobre 2008   | 26 mars 2009      |                                                     | 4                                         |                      |                      |    |   |
|                                                                                           | 4                             | 2 octobre 2008   | 26 mars 2009      |                                                     | 4                                         |                      |                      |    |   |
|                                                                                           | 4                             | 2 octobre 2008   | 26 mars 2009      |                                                     | 4                                         |                      |                      |    |   |
|                                                                                           | 5                             | 9 avril 2009     | 24 septembre 2009 |                                                     | 5                                         |                      |                      |    |   |
|                                                                                           | 5                             | 9 avril 2009     | 24 septembre 2009 |                                                     | 5                                         |                      |                      |    |   |
|                                                                                           | 5                             | 9 avril 2009     | 24 septembre 2009 |                                                     | 5                                         |                      |                      |    |   |
|                                                                                           | 5                             | 9 avril 2009     | 24 septembre 2009 |                                                     | 5                                         |                      |                      |    |   |
|                                                                                           | 5                             | 9 avril 2009     | 24 septembre 2009 |                                                     | 5                                         |                      |                      |    |   |
|                                                                                           | 5                             | 9 avril 2009     | 24 septembre 2009 |                                                     | 5                                         |                      |                      |    |   |
|                                                                                           | 5                             | 9 avril 2009     | 24 septembre 2009 |                                                     | 5                                         |                      |                      |    |   |
|                                                                                           | 5                             | 9 avril 2009     | 24 septembre 2009 |                                                     | 5                                         |                      |                      |    |   |
|                                                                                           | 5                             | 9 avril 2009     | 24 septembre 2009 |                                                     | 5                                         |                      |                      |    |   |
|                                                                                           | 5                             | 9 avril 2009     | 24 septembre 2009 |                                                     | 5                                         |                      |                      |    |   |
| Recherche d'Itachi                                                                        | 5                             | 9 avril 2009     | 24 septembre 2009 |                                                     | 5                                         |                      |                      |    |   |
|                                                                                           | 5                             | 9 avril 2009     | 24 septembre 2009 |                                                     | 5                                         |                      |                      |    |   |
|                                                                                           | 5                             | 9 avril 2009     | 24 septembre 2009 | Formation de l'équipe de Sasuke                     | 5                                         |                      |                      |    |   |
|                                                                                           | 5                             | 9 avril 2009     | 24 septembre 2009 |                                                     | 5                                         |                      |                      |    |   |
|                                                                                           | 5                             | 9 avril 2009     | 24 septembre 2009 |                                                     | 5                                         |                      |                      |    |   |
|                                                                                           | 5                             | 9 avril 2009     | 24 septembre 2009 |                                                     | 5                                         |                      |                      |    |   |
|                                                                                           | 5                             | 9 avril 2009     | 24 septembre 2009 |                                                     |                                           |                      |                      |    |   |
|                                                                                           | 5                             | 9 avril 2009     | 24 septembre 2009 |                                                     |                                           |                      |                      |    |   |
|                                                                                           | 5                             | 9 avril 2009     | 24 septembre 2009 |                                                     |                                           |                      |                      |    |   |
|                                                                                           | 5                             | 9 avril 2009     | 24 septembre 2009 | Deidara contre Sasuke                               |                                           |                      |                      |    |   |
|                                                                                           | 5                             | 9 avril 2009     | 24 septembre 2009 |                                                     |                                           |                      |                      |    |   |
|                                                                                           | 5                             | 9 avril 2009     | 24 septembre 2009 |                                                     |                                           |                      |                      |    |   |
|                                                                                           | 5                             | 9 avril 2009     | 24 septembre 2009 |                                                     |                                           |                      |                      |    |   |
| Jiraya vs Pain !                                                                          | 5                             | 9 avril 2009     | 24 septembre 2009 |                                                     |                                           |                      |                      |    |   |
|                                                                                           | 5                             | 9 avril 2009     | 24 septembre 2009 |                                                     |                                           |                      |                      |    |   |
|                                                                                           | 5                             | 9 avril 2009     | 24 septembre 2009 |                                                     |                                           |                      |                      |    |   |
|                                                                                           | 6                             | 8 octobre 2009   | 25 mars 2010      |                                                     | 6                                         |                      |                      |    |   |
|                                                                                           | 6                             | 8 octobre 2009   | 25 mars 2010      |                                                     | 6                                         |                      |                      |    |   |
|                                                                                           | 6                             | 8 octobre 2009   | 25 mars 2010      |                                                     | 6                                         |                      |                      |    |   |
|                                                                                           | 6                             | 8 octobre 2009   | 25 mars 2010      |                                                     | 6                                         |                      |                      |    |   |
|                                                                                           | 6                             | 8 octobre 2009   | 25 mars 2010      |                                                     | 6                                         |                      |                      |    |   |
| Vengeance de Sasuke                                                                       | 6                             | 8 octobre 2009   | 25 mars 2010      |                                                     | 6                                         | Itachi contre Sasuke | Itachi contre Sasuke |    |   |
| Vengeance de Sasuke                                                                       | 6                             | 8 octobre 2009   | 25 mars 2010      |                                                     | 6                                         | Itachi contre Sasuke | Itachi contre Sasuke |    |   |
| Vengeance de Sasuke                                                                       | 6                             | 8 octobre 2009   | 25 mars 2010      |                                                     | 6                                         | Itachi contre Sasuke | Itachi contre Sasuke |    |   |
| Vengeance de Sasuke                                                                       | 6                             | 8 octobre 2009   | 25 mars 2010      |                                                     | 6                                         | Itachi contre Sasuke | Itachi contre Sasuke |    |   |
| Vengeance de Sasuke                                                                       | 6                             | 8 octobre 2009   | 25 mars 2010      |                                                     | 6                                         | Itachi contre Sasuke | Itachi contre Sasuke |    |   |
| Vengeance de Sasuke                                                                       | 6                             | 8 octobre 2009   | 25 mars 2010      | Révélations d'Obito (alias Madara)                  | 6                                         |                      |                      |    |   |
| Vengeance de Sasuke                                                                       | 6                             | 8 octobre 2009   | 25 mars 2010      |                                                     | 6                                         |                      |                      |    |   |
| Vengeance de Sasuke                                                                       | 6                             | 8 octobre 2009   | 25 mars 2010      |                                                     | 6                                         |                      |                      |    |   |
|                                                                                           | 6                             | 8 octobre 2009   | 25 mars 2010      |                                                     | 6                                         |                      |                      |    |   |
|                                                                                           | 6                             | 8 octobre 2009   | 25 mars 2010      |                                                     | 6                                         |                      |                      |    |   |
| Hotaru et Utakata                                                                         | 6                             | 8 octobre 2009   | 25 mars 2010      |                                                     | 6                                         |                      |                      |    |   |
|                                                                                           | 6                             | 8 octobre 2009   | 25 mars 2010      |                                                     | 6                                         |                      |                      |    |   |
|                                                                                           | 6                             | 8 octobre 2009   | 25 mars 2010      |                                                     | 6                                         |                      |                      |    |   |
|                                                                                           | 6                             | 8 octobre 2009   | 25 mars 2010      |                                                     | 6                                         |                      |                      |    |   |
|                                                                                           | 6                             | 8 octobre 2009   | 25 mars 2010      |                                                     | 6                                         |                      |                      |    |   |
|                                                                                           | 6                             | 8 octobre 2009   | 25 mars 2010      |                                                     | 6                                         |                      |                      |    |   |
|                                                                                           | 6                             | 8 octobre 2009   | 25 mars 2010      |                                                     | 6                                         |                      |                      |    |   |
|                                                                                           | 6                             | 8 octobre 2009   | 25 mars 2010      |                                                     | 6                                         |                      |                      |    |   |
| Mode Ermite au mont Myobuku & Combat contre Pain                                          | 6                             | 8 octobre 2009   | 25 mars 2010      |                                                     | 6                                         | Déchiffrage du code  | Déchiffrage du code  |    |   |
| Mode Ermite au mont Myobuku & Combat contre Pain                                          | 6                             | 8 octobre 2009   | 25 mars 2010      |                                                     | 6                                         | Déchiffrage du code  | Déchiffrage du code  |    |   |
| Mode Ermite au mont Myobuku & Combat contre Pain                                          |                               | 7                | 8 avril 2010      | 30 septembre 2010                                   |                                           | Déchiffrage du code  | Déchiffrage du code  | 7  |   |
| Mode Ermite au mont Myobuku & Combat contre Pain                                          | Apprentissage de l'art ermite | 7                | 8 avril 2010      | 30 septembre 2010                                   |                                           |                      |                      | 7  |   |
| Mode Ermite au mont Myobuku & Combat contre Pain                                          |                               | 7                | 8 avril 2010      | 30 septembre 2010                                   |                                           |                      |                      | 7  |   |
| Mode Ermite au mont Myobuku & Combat contre Pain                                          | Attaque de Konoha             | 7                | 8 avril 2010      | 30 septembre 2010                                   |                                           |                      |                      | 7  |   |
| Mode Ermite au mont Myobuku & Combat contre Pain                                          |                               | 7                | 8 avril 2010      | 30 septembre 2010                                   |                                           |                      |                      | 7  |   |
| Mode Ermite au mont Myobuku & Combat contre Pain                                          |                               | 7                | 8 avril 2010      | 30 septembre 2010                                   |                                           |                      |                      | 7  |   |
| Mode Ermite au mont Myobuku & Combat contre Pain                                          |                               | 7                | 8 avril 2010      | 30 septembre 2010                                   |                                           |                      |                      | 7  |   |
| Mode Ermite au mont Myobuku & Combat contre Pain                                          |                               | 7                | 8 avril 2010      | 30 septembre 2010                                   |                                           |                      |                      | 7  |   |
| Mode Ermite au mont Myobuku & Combat contre Pain                                          |                               | 7                | 8 avril 2010      | 30 septembre 2010                                   |                                           |                      |                      | 7  |   |
| Mode Ermite au mont Myobuku & Combat contre Pain                                          | Naruto contre Pain            | 7                | 8 avril 2010      | 30 septembre 2010                                   |                                           |                      |                      | 7  |   |
| Mode Ermite au mont Myobuku & Combat contre Pain                                          |                               | 7                | 8 avril 2010      | 30 septembre 2010                                   |                                           |                      |                      | 7  |   |
| Mode Ermite au mont Myobuku & Combat contre Pain                                          |                               | 7                | 8 avril 2010      | 30 septembre 2010                                   |                                           |                      |                      | 7  |   |
| Mode Ermite au mont Myobuku & Combat contre Pain                                          |                               | 7                | 8 avril 2010      | 30 septembre 2010                                   |                                           |                      |                      | 7  |   |
| Mode Ermite au mont Myobuku & Combat contre Pain                                          |                               | 7                | 8 avril 2010      | 30 septembre 2010                                   |                                           |                      |                      | 7  |   |
| Mode Ermite au mont Myobuku & Combat contre Pain                                          |                               | 7                | 8 avril 2010      | 30 septembre 2010                                   |                                           |                      |                      | 7  |   |
| Mode Ermite au mont Myobuku & Combat contre Pain                                          |                               | 7                | 8 avril 2010      | 30 septembre 2010                                   |                                           |                      |                      | 7  |   |
| Mode Ermite au mont Myobuku & Combat contre Pain                                          |                               | 7                | 8 avril 2010      | 30 septembre 2010                                   |                                           |                      |                      | 7  |   |
| Mode Ermite au mont Myobuku & Combat contre Pain                                          |                               | 7                | 8 avril 2010      | 30 septembre 2010                                   |                                           |                      |                      | 7  |   |
| Mode Ermite au mont Myobuku & Combat contre Pain                                          | Histoire de Nagato            | 7                | 8 avril 2010      | 30 septembre 2010                                   |                                           |                      |                      | 7  |   |
| Mode Ermite au mont Myobuku & Combat contre Pain                                          |                               | 7                | 8 avril 2010      | 30 septembre 2010                                   |                                           |                      |                      | 7  |   |
| Mode Ermite au mont Myobuku & Combat contre Pain                                          |                               | 7                | 8 avril 2010      | 30 septembre 2010                                   |                                           |                      |                      | 7  |   |
| Mode Ermite au mont Myobuku & Combat contre Pain                                          |                               | 7                | 8 avril 2010      | 30 septembre 2010                                   |                                           |                      |                      | 7  |   |
| Histoire de Konoha                                                                        |                               | 7                | 8 avril 2010      | 30 septembre 2010                                   |                                           |                      |                      | 7  |   |
|                                                                                           |                               | 7                | 8 avril 2010      | 30 septembre 2010                                   |                                           |                      |                      | 7  |   |
|                                                                                           |                               | 7                | 8 avril 2010      | 30 septembre 2010                                   |                                           |                      |                      | 7  |   |
|                                                                                           |                               | 7                | 8 avril 2010      | 30 septembre 2010                                   |                                           |                      |                      | 7  |   |
|                                                                                           | 8                             | 7 octobre 2010   | 31 mars 2011      |                                                     | 8                                         |                      |                      |    |   |
|                                                                                           | 8                             | 7 octobre 2010   | 31 mars 2011      |                                                     | 8                                         |                      |                      |    |   |
|                                                                                           | 8                             | 7 octobre 2010   | 31 mars 2011      |                                                     | 8                                         |                      |                      |    |   |
|                                                                                           | 8                             | 7 octobre 2010   | 31 mars 2011      |                                                     | 8                                         |                      |                      |    |   |
|                                                                                           | 8                             | 7 octobre 2010   | 31 mars 2011      |                                                     | 8                                         |                      |                      |    |   |
|                                                                                           | 8                             | 7 octobre 2010   | 31 mars 2011      |                                                     | 8                                         |                      |                      |    |   |
|                                                                                           | 8                             | 7 octobre 2010   | 31 mars 2011      |                                                     | 8                                         |                      |                      |    |   |
|                                                                                           | 8                             | 7 octobre 2010   | 31 mars 2011      |                                                     | 8                                         |                      |                      |    |   |
|                                                                                           | 8                             | 7 octobre 2010   | 31 mars 2011      |                                                     | 8                                         |                      |                      |    |   |
|                                                                                           | 8                             | 7 octobre 2010   | 31 mars 2011      |                                                     | 8                                         |                      |                      |    |   |
|                                                                                           | 8                             | 7 octobre 2010   | 31 mars 2011      |                                                     | 8                                         |                      |                      |    |   |
|                                                                                           | 8                             | 7 octobre 2010   | 31 mars 2011      |                                                     | 8                                         |                      |                      |    |   |
|                                                                                           | 8                             | 7 octobre 2010   | 31 mars 2011      |                                                     | 8                                         |                      |                      |    |   |
|                                                                                           | 8                             | 7 octobre 2010   | 31 mars 2011      |                                                     | 8                                         |                      |                      |    |   |
|                                                                                           | 8                             | 7 octobre 2010   | 31 mars 2011      |                                                     | 8                                         |                      |                      |    |   |
|                                                                                           | 8                             | 7 octobre 2010   | 31 mars 2011      |                                                     | 8                                         |                      |                      |    |   |
|                                                                                           | 8                             | 7 octobre 2010   | 31 mars 2011      |                                                     | 8                                         |                      |                      |    |   |
| Conseil des cinq kage                                                                     | 8                             | 7 octobre 2010   | 31 mars 2011      |                                                     | 8                                         |                      |                      |    |   |
|                                                                                           | 8                             | 7 octobre 2010   | 31 mars 2011      |                                                     | 8                                         |                      |                      |    |   |
|                                                                                           | 8                             | 7 octobre 2010   | 31 mars 2011      |                                                     | 8                                         |                      |                      |    |   |
|                                                                                           | 8                             | 7 octobre 2010   | 31 mars 2011      |                                                     | 8                                         |                      |                      |    |   |
|                                                                                           | 8                             | 7 octobre 2010   | 31 mars 2011      |                                                     | 8                                         |                      |                      |    |   |
|                                                                                           | 8                             | 7 octobre 2010   | 31 mars 2011      |                                                     | 8                                         |                      |                      |    |   |
|                                                                                           | 8                             | 7 octobre 2010   | 31 mars 2011      |                                                     | 8                                         |                      |                      |    |   |
|                                                                                           | 8                             | 7 octobre 2010   | 31 mars 2011      |                                                     | 8                                         |                      |                      |    |   |
|                                                                                           | 8                             | 7 octobre 2010   | 31 mars 2011      |                                                     | 8                                         |                      |                      |    |   |
|                                                                                           | 9                             | 7 avril 2011     | 29 septembre 2011 |                                                     | 9                                         |                      |                      |    |   |
|                                                                                           | 9                             | 7 avril 2011     | 29 septembre 2011 |                                                     | 9                                         |                      |                      |    |   |
|                                                                                           | 9                             | 7 avril 2011     | 29 septembre 2011 |                                                     | 9                                         |                      |                      |    |   |
|                                                                                           | 9                             | 7 avril 2011     | 29 septembre 2011 |                                                     | 9                                         |                      |                      |    |   |
|                                                                                           | 9                             | 7 avril 2011     | 29 septembre 2011 |                                                     | 9                                         |                      |                      |    |   |
|                                                                                           | 9                             | 7 avril 2011     | 29 septembre 2011 |                                                     | 9                                         |                      |                      |    |   |
|                                                                                           | 9                             | 7 avril 2011     | 29 septembre 2011 |                                                     | 9                                         |                      |                      |    |   |
|                                                                                           | 9                             | 7 avril 2011     | 29 septembre 2011 |                                                     | 9                                         |                      |                      |    |   |
|                                                                                           | 9                             | 7 avril 2011     | 29 septembre 2011 |                                                     | 9                                         |                      |                      |    |   |
|                                                                                           | 9                             | 7 avril 2011     | 29 septembre 2011 |                                                     | 9                                         |                      |                      |    |   |
|                                                                                           | 9                             | 7 avril 2011     | 29 septembre 2011 |                                                     | 9                                         |                      |                      |    |   |
|                                                                                           | 9                             | 7 avril 2011     | 29 septembre 2011 |                                                     | 9                                         |                      |                      |    |   |
|                                                                                           | 9                             | 7 avril 2011     | 29 septembre 2011 |                                                     | 9                                         |                      |                      |    |   |
|                                                                                           | 9                             | 7 avril 2011     | 29 septembre 2011 |                                                     | 9                                         |                      |                      |    |   |
|                                                                                           | 9                             | 7 avril 2011     | 29 septembre 2011 |                                                     | 9                                         |                      |                      |    |   |
|                                                                                           | 9                             | 7 avril 2011     | 29 septembre 2011 |                                                     | 9                                         |                      |                      |    |   |
|                                                                                           | 9                             | 7 avril 2011     | 29 septembre 2011 |                                                     | 9                                         |                      |                      |    |   |
| Excursion vers Kumo                                                                       | 9                             | 7 avril 2011     | 29 septembre 2011 |                                                     | 9                                         |                      |                      |    |   |
|                                                                                           | 9                             | 7 avril 2011     | 29 septembre 2011 |                                                     | 9                                         |                      |                      |    |   |
|                                                                                           | 9                             | 7 avril 2011     | 29 septembre 2011 |                                                     | 9                                         |                      |                      |    |   |
|                                                                                           | 9                             | 7 avril 2011     | 29 septembre 2011 |                                                     | 9                                         |                      |                      |    |   |
|                                                                                           | 9                             | 7 avril 2011     | 29 septembre 2011 |                                                     | 9                                         |                      |                      |    |   |
|                                                                                           | 9                             | 7 avril 2011     | 29 septembre 2011 |                                                     | 9                                         |                      |                      |    |   |
|                                                                                           | 9                             | 7 avril 2011     | 29 septembre 2011 |                                                     | 9                                         |                      |                      |    |   |
|                                                                                           | 9                             | 7 avril 2011     | 29 septembre 2011 |                                                     | 9                                         |                      |                      |    |   |
|                                                                                           | 10                            | 6 octobre 2011   | 29 mars 2012      |                                                     | 10                                        |                      |                      |    |   |
|                                                                                           | 10                            | 6 octobre 2011   | 29 mars 2012      |                                                     | 10                                        |                      |                      |    |   |
|                                                                                           | 10                            | 6 octobre 2011   | 29 mars 2012      |                                                     | 10                                        |                      |                      |    |   |
|                                                                                           | 10                            | 6 octobre 2011   | 29 mars 2012      |                                                     | 10                                        |                      |                      |    |   |
|                                                                                           | 10                            | 6 octobre 2011   | 29 mars 2012      |                                                     | 10                                        |                      |                      |    |   |
|                                                                                           | 10                            | 6 octobre 2011   | 29 mars 2012      |                                                     | 10                                        |                      |                      |    |   |
|                                                                                           | 10                            | 6 octobre 2011   | 29 mars 2012      |                                                     | 10                                        |                      |                      |    |   |
|                                                                                           | 10                            | 6 octobre 2011   | 29 mars 2012      |                                                     | 10                                        |                      |                      |    |   |
|                                                                                           | 10                            | 6 octobre 2011   | 29 mars 2012      |                                                     | 10                                        |                      |                      |    |   |
|                                                                                           | 10                            | 6 octobre 2011   | 29 mars 2012      |                                                     | 10                                        |                      |                      |    |   |
|                                                                                           | 10                            | 6 octobre 2011   | 29 mars 2012      |                                                     | 10                                        |                      |                      |    |   |
|                                                                                           | 10                            | 6 octobre 2011   | 29 mars 2012      |                                                     | 10                                        |                      |                      |    |   |
| Maîtrise de Kyûbi                                                                         | 10                            | 6 octobre 2011   | 29 mars 2012      |                                                     | 10                                        |                      |                      |    |   |
|                                                                                           | 10                            | 6 octobre 2011   | 29 mars 2012      |                                                     | 10                                        |                      |                      |    |   |
|                                                                                           | 10                            | 6 octobre 2011   | 29 mars 2012      |                                                     | 10                                        |                      |                      |    |   |
|                                                                                           | 10                            | 6 octobre 2011   | 29 mars 2012      |                                                     | 10                                        |                      |                      |    |   |
|                                                                                           | 10                            | 6 octobre 2011   | 29 mars 2012      |                                                     | 10                                        |                      |                      |    |   |
|                                                                                           | 10                            | 6 octobre 2011   | 29 mars 2012      |                                                     | 10                                        |                      |                      |    |   |
|                                                                                           | 10                            | 6 octobre 2011   | 29 mars 2012      |                                                     | 10                                        |                      |                      |    |   |
|                                                                                           | 10                            | 6 octobre 2011   | 29 mars 2012      |                                                     | 10                                        |                      |                      |    |   |
|                                                                                           | 10                            | 6 octobre 2011   | 29 mars 2012      |                                                     | 10                                        |                      |                      |    |   |
|                                                                                           | 10                            | 6 octobre 2011   | 29 mars 2012      |                                                     | 10                                        |                      |                      |    |   |
|                                                                                           | 10                            | 6 octobre 2011   | 29 mars 2012      |                                                     | 10                                        |                      |                      |    |   |
|                                                                                           | 10                            | 6 octobre 2011   | 29 mars 2012      |                                                     | 10                                        |                      |                      |    |   |
|                                                                                           | 10                            | 6 octobre 2011   | 29 mars 2012      |                                                     | 10                                        |                      |                      |    |   |
| Premiers combats de la 4e grande guerre ninja (1re partie)                                | 10                            | 6 octobre 2011   | 29 mars 2012      |                                                     | 10                                        |                      |                      |    |   |
|                                                                                           | 11                            | 5 avril 2012     | 27 septembre 2012 |                                                     | 11                                        |                      |                      |    |   |
|                                                                                           | 11                            | 5 avril 2012     | 27 septembre 2012 |                                                     | 11                                        |                      |                      |    |   |
|                                                                                           | 11                            | 5 avril 2012     | 27 septembre 2012 |                                                     | 11                                        |                      |                      |    |   |
|                                                                                           | 11                            | 5 avril 2012     | 27 septembre 2012 |                                                     | 11                                        |                      |                      |    |   |
|                                                                                           | 11                            | 5 avril 2012     | 27 septembre 2012 |                                                     | 11                                        |                      |                      |    |   |
|                                                                                           | 11                            | 5 avril 2012     | 27 septembre 2012 |                                                     | 11                                        |                      |                      |    |   |
|                                                                                           | 11                            | 5 avril 2012     | 27 septembre 2012 |                                                     | 11                                        |                      |                      |    |   |
|                                                                                           | 11                            | 5 avril 2012     | 27 septembre 2012 |                                                     | 11                                        |                      |                      |    |   |
|                                                                                           | 11                            | 5 avril 2012     | 27 septembre 2012 |                                                     | 11                                        |                      |                      |    |   |
|                                                                                           | 11                            | 5 avril 2012     | 27 septembre 2012 |                                                     | 11                                        |                      |                      |    |   |
|                                                                                           | 11                            | 5 avril 2012     | 27 septembre 2012 |                                                     | 11                                        |                      |                      |    |   |
|                                                                                           | 11                            | 5 avril 2012     | 27 septembre 2012 |                                                     | 11                                        |                      |                      |    |   |
|                                                                                           | 11                            | 5 avril 2012     | 27 septembre 2012 |                                                     | 11                                        |                      |                      |    |   |
|                                                                                           | 11                            | 5 avril 2012     | 27 septembre 2012 |                                                     | 11                                        |                      |                      |    |   |
|                                                                                           | 11                            | 5 avril 2012     | 27 septembre 2012 |                                                     | 11                                        |                      |                      |    |   |
|                                                                                           | 11                            | 5 avril 2012     | 27 septembre 2012 |                                                     | 11                                        |                      |                      |    |   |
|                                                                                           | 11                            | 5 avril 2012     | 27 septembre 2012 |                                                     | 11                                        |                      |                      |    |   |
|                                                                                           | 11                            | 5 avril 2012     | 27 septembre 2012 |                                                     | 11                                        |                      |                      |    |   |
|                                                                                           | 11                            | 5 avril 2012     | 27 septembre 2012 |                                                     | 11                                        |                      |                      |    |   |
|                                                                                           | 11                            | 5 avril 2012     | 27 septembre 2012 |                                                     | 11                                        |                      |                      |    |   |
|                                                                                           | 11                            | 5 avril 2012     | 27 septembre 2012 |                                                     | 11                                        |                      |                      |    |   |
|                                                                                           | 11                            | 5 avril 2012     | 27 septembre 2012 |                                                     | 11                                        |                      |                      |    |   |
|                                                                                           | 11                            | 5 avril 2012     | 27 septembre 2012 |                                                     | 11                                        |                      |                      |    |   |
|                                                                                           | 11                            | 5 avril 2012     | 27 septembre 2012 |                                                     | 11                                        |                      |                      |    |   |
|                                                                                           | 11                            | 5 avril 2012     | 27 septembre 2012 |                                                     | 11                                        |                      |                      |    |   |
|                                                                                           | 12                            | 4 octobre 2012   | 28 mars 2013      |                                                     | 12                                        |                      |                      |    |   |
|                                                                                           | 12                            | 4 octobre 2012   | 28 mars 2013      |                                                     | 12                                        |                      |                      |    |   |
|                                                                                           | 12                            | 4 octobre 2012   | 28 mars 2013      |                                                     | 12                                        |                      |                      |    |   |
|                                                                                           | 12                            | 4 octobre 2012   | 28 mars 2013      |                                                     | 12                                        |                      |                      |    |   |
|                                                                                           | 12                            | 4 octobre 2012   | 28 mars 2013      |                                                     | 12                                        |                      |                      |    |   |
|                                                                                           | 12                            | 4 octobre 2012   | 28 mars 2013      |                                                     | 12                                        |                      |                      |    |   |
|                                                                                           | 12                            | 4 octobre 2012   | 28 mars 2013      |                                                     | 12                                        |                      |                      |    |   |
|                                                                                           | 12                            | 4 octobre 2012   | 28 mars 2013      |                                                     | 12                                        |                      |                      |    |   |
| Chikara                                                                                   | 12                            | 4 octobre 2012   | 28 mars 2013      |                                                     | 12                                        |                      |                      |    |   |
|                                                                                           | 12                            | 4 octobre 2012   | 28 mars 2013      |                                                     | 12                                        |                      |                      |    |   |
|                                                                                           | 12                            | 4 octobre 2012   | 28 mars 2013      |                                                     | 12                                        |                      |                      |    |   |
|                                                                                           | 12                            | 4 octobre 2012   | 28 mars 2013      |                                                     | 12                                        |                      |                      |    |   |
|                                                                                           | 12                            | 4 octobre 2012   | 28 mars 2013      |                                                     | 12                                        |                      |                      |    |   |
|                                                                                           | 12                            | 4 octobre 2012   | 28 mars 2013      |                                                     | 12                                        |                      |                      |    |   |
| Premiers combats de la 4e grande guerre ninja (2e partie)                                 | 12                            | 4 octobre 2012   | 28 mars 2013      |                                                     | 12                                        |                      |                      |    |   |
|                                                                                           | 12                            | 4 octobre 2012   | 28 mars 2013      |                                                     | 12                                        |                      |                      |    |   |
|                                                                                           | 12                            | 4 octobre 2012   | 28 mars 2013      |                                                     | 12                                        |                      |                      |    |   |
|                                                                                           | 12                            | 4 octobre 2012   | 28 mars 2013      |                                                     | 12                                        |                      |                      |    |   |
|                                                                                           | 12                            | 4 octobre 2012   | 28 mars 2013      |                                                     | 12                                        |                      |                      |    |   |
|                                                                                           | 12                            | 4 octobre 2012   | 28 mars 2013      |                                                     | 12                                        |                      |                      |    |   |
|                                                                                           | 12                            | 4 octobre 2012   | 28 mars 2013      |                                                     | 12                                        |                      |                      |    |   |
|                                                                                           | 12                            | 4 octobre 2012   | 28 mars 2013      |                                                     | 12                                        |                      |                      |    |   |
|                                                                                           | 12                            | 4 octobre 2012   | 28 mars 2013      |                                                     | 12                                        |                      |                      |    |   |
|                                                                                           | 12                            | 4 octobre 2012   | 28 mars 2013      |                                                     | 12                                        |                      |                      |    |   |
|                                                                                           | 12                            | 4 octobre 2012   | 28 mars 2013      |                                                     | 12                                        |                      |                      |    |   |
|                                                                                           | 13                            | 4 avril 2013     | 26 septembre 2013 |                                                     | 13                                        |                      |                      |    |   |
|                                                                                           | 13                            | 4 avril 2013     | 26 septembre 2013 |                                                     | 13                                        |                      |                      |    |   |
|                                                                                           | 13                            | 4 avril 2013     | 26 septembre 2013 |                                                     | 13                                        |                      |                      |    |   |
|                                                                                           | 13                            | 4 avril 2013     | 26 septembre 2013 |                                                     | 13                                        |                      |                      |    |   |
|                                                                                           | 13                            | 4 avril 2013     | 26 septembre 2013 |                                                     | 13                                        |                      |                      |    |   |
|                                                                                           | 13                            | 4 avril 2013     | 26 septembre 2013 |                                                     | 13                                        |                      |                      |    |   |
|                                                                                           | 13                            | 4 avril 2013     | 26 septembre 2013 |                                                     | 13                                        |                      |                      |    |   |
|                                                                                           | 13                            | 4 avril 2013     | 26 septembre 2013 |                                                     | 13                                        |                      |                      |    |   |
|                                                                                           | 13                            | 4 avril 2013     | 26 septembre 2013 |                                                     | 13                                        |                      |                      |    |   |
|                                                                                           | 13                            | 4 avril 2013     | 26 septembre 2013 |                                                     | 13                                        |                      |                      |    |   |
|                                                                                           | 13                            | 4 avril 2013     | 26 septembre 2013 |                                                     | 13                                        |                      |                      |    |   |
|                                                                                           | 13                            | 4 avril 2013     | 26 septembre 2013 |                                                     | 13                                        |                      |                      |    |   |
|                                                                                           | 13                            | 4 avril 2013     | 26 septembre 2013 |                                                     | 13                                        |                      |                      |    |   |
|                                                                                           | 13                            | 4 avril 2013     | 26 septembre 2013 |                                                     | 13                                        |                      |                      |    |   |
|                                                                                           | 13                            | 4 avril 2013     | 26 septembre 2013 |                                                     | 13                                        |                      |                      |    |   |
|                                                                                           | 13                            | 4 avril 2013     | 26 septembre 2013 |                                                     | 13                                        |                      |                      |    |   |
|                                                                                           | 13                            | 4 avril 2013     | 26 septembre 2013 |                                                     | 13                                        |                      |                      |    |   |
|                                                                                           | 13                            | 4 avril 2013     | 26 septembre 2013 |                                                     | 13                                        |                      |                      |    |   |
|                                                                                           | 13                            | 4 avril 2013     | 26 septembre 2013 |                                                     | 13                                        |                      |                      |    |   |
|                                                                                           | 13                            | 4 avril 2013     | 26 septembre 2013 |                                                     | 13                                        |                      |                      |    |   |
|                                                                                           | 13                            | 4 avril 2013     | 26 septembre 2013 |                                                     | 13                                        |                      |                      |    |   |
|                                                                                           | 13                            | 4 avril 2013     | 26 septembre 2013 |                                                     | 13                                        |                      |                      |    |   |
|                                                                                           | 13                            | 4 avril 2013     | 26 septembre 2013 |                                                     | 13                                        |                      |                      |    |   |
|                                                                                           | 13                            | 4 avril 2013     | 26 septembre 2013 |                                                     | 13                                        |                      |                      |    |   |
|                                                                                           | 13                            | 4 avril 2013     | 26 septembre 2013 |                                                     | 13                                        |                      |                      |    |   |
|                                                                                           | 13                            | 4 avril 2013     | 26 septembre 2013 |                                                     | 13                                        |                      |                      |    |   |
|                                                                                           | 14                            | 3 octobre 2013   | 20 mars 2014      |                                                     |                                           |                      | 14                   |    |   |
|                                                                                           | 14                            | 3 octobre 2013   | 20 mars 2014      |                                                     |                                           |                      | 14                   |    |   |
|                                                                                           | 14                            | 3 octobre 2013   | 20 mars 2014      |                                                     |                                           |                      | 14                   |    |   |
|                                                                                           | 14                            | 3 octobre 2013   | 20 mars 2014      |                                                     |                                           |                      | 14                   |    |   |
|                                                                                           | 14                            | 3 octobre 2013   | 20 mars 2014      |                                                     |                                           |                      | 14                   |    |   |
|                                                                                           | 14                            | 3 octobre 2013   | 20 mars 2014      |                                                     |                                           |                      | 14                   |    |   |
|                                                                                           | 14                            | 3 octobre 2013   | 20 mars 2014      |                                                     |                                           |                      | 14                   |    |   |
|                                                                                           | 14                            | 3 octobre 2013   | 20 mars 2014      |                                                     |                                           |                      | 14                   |    |   |
|                                                                                           | 14                            | 3 octobre 2013   | 20 mars 2014      |                                                     |                                           |                      | 14                   |    |   |
|                                                                                           | 14                            | 3 octobre 2013   | 20 mars 2014      |                                                     |                                           |                      | 14                   |    |   |
|                                                                                           | 14                            | 3 octobre 2013   | 20 mars 2014      |                                                     |                                           |                      | 14                   |    |   |
|                                                                                           | 14                            | 3 octobre 2013   | 20 mars 2014      |                                                     |                                           |                      | 14                   |    |   |
|                                                                                           | 14                            | 3 octobre 2013   | 20 mars 2014      |                                                     |                                           |                      | 14                   |    |   |
|                                                                                           | 14                            | 3 octobre 2013   | 20 mars 2014      |                                                     |                                           |                      | 14                   |    |   |
|                                                                                           | 14                            | 3 octobre 2013   | 20 mars 2014      |                                                     |                                           |                      | 14                   |    |   |
|                                                                                           | 14                            | 3 octobre 2013   | 20 mars 2014      |                                                     |                                           |                      | 14                   |    |   |
| Kakashi l’Anbu                                                                            | 14                            | 3 octobre 2013   | 20 mars 2014      |                                                     |                                           |                      | 14                   |    |   |
|                                                                                           | 14                            | 3 octobre 2013   | 20 mars 2014      |                                                     |                                           |                      | 14                   |    |   |
|                                                                                           | 14                            | 3 octobre 2013   | 20 mars 2014      |                                                     |                                           |                      | 14                   |    |   |
|                                                                                           | 14                            | 3 octobre 2013   | 20 mars 2014      |                                                     |                                           |                      | 14                   |    |   |
|                                                                                           | 14                            | 3 octobre 2013   | 20 mars 2014      |                                                     |                                           |                      | 14                   |    |   |
|                                                                                           | 14                            | 3 octobre 2013   | 20 mars 2014      |                                                     |                                           |                      | 14                   |    |   |
|                                                                                           | 14                            | 3 octobre 2013   | 20 mars 2014      |                                                     |                                           |                      | 14                   |    |   |
|                                                                                           | 14                            | 3 octobre 2013   | 20 mars 2014      |                                                     |                                           |                      | 14                   |    |   |
|                                                                                           | 15                            | 4 avril 2014     | 25 septembre 2014 |                                                     |                                           |                      | 15                   |    |   |
|                                                                                           | 15                            | 4 avril 2014     | 25 septembre 2014 |                                                     |                                           |                      | 15                   |    |   |
|                                                                                           | 15                            | 4 avril 2014     | 25 septembre 2014 |                                                     |                                           |                      | 15                   |    |   |
|                                                                                           | 15                            | 4 avril 2014     | 25 septembre 2014 |                                                     |                                           |                      | 15                   |    |   |
|                                                                                           | 15                            | 4 avril 2014     | 25 septembre 2014 |                                                     |                                           |                      | 15                   |    |   |
| Renaissance de Jûbi                                                                       | 15                            | 4 avril 2014     | 25 septembre 2014 |                                                     |                                           |                      | 15                   |    |   |
|                                                                                           | 15                            | 4 avril 2014     | 25 septembre 2014 |                                                     |                                           |                      | 15                   |    |   |
|                                                                                           | 15                            | 4 avril 2014     | 25 septembre 2014 |                                                     |                                           |                      | 15                   |    |   |
|                                                                                           | 15                            | 4 avril 2014     | 25 septembre 2014 |                                                     |                                           |                      | 15                   |    |   |
|                                                                                           | 15                            | 4 avril 2014     | 25 septembre 2014 |                                                     |                                           |                      | 15                   |    |   |
|                                                                                           | 15                            | 4 avril 2014     | 25 septembre 2014 |                                                     |                                           |                      | 15                   |    |   |
|                                                                                           | 15                            | 4 avril 2014     | 25 septembre 2014 |                                                     |                                           |                      | 15                   |    |   |
|                                                                                           | 15                            | 4 avril 2014     | 25 septembre 2014 |                                                     |                                           |                      | 15                   |    |   |
|                                                                                           | 15                            | 4 avril 2014     | 25 septembre 2014 |                                                     |                                           |                      | 15                   |    |   |
|                                                                                           | 15                            | 4 avril 2014     | 25 septembre 2014 |                                                     |                                           |                      | 15                   |    |   |
|                                                                                           | 15                            | 4 avril 2014     | 25 septembre 2014 |                                                     |                                           |                      | 15                   |    |   |
|                                                                                           | 15                            | 4 avril 2014     | 25 septembre 2014 |                                                     |                                           |                      | 15                   |    |   |
|                                                                                           | 15                            | 4 avril 2014     | 25 septembre 2014 |                                                     |                                           |                      | 15                   |    |   |
|                                                                                           | 15                            | 4 avril 2014     | 25 septembre 2014 |                                                     |                                           |                      | 15                   |    |   |
|                                                                                           | 15                            | 4 avril 2014     | 25 septembre 2014 |                                                     |                                           |                      | 15                   |    |   |
|                                                                                           | 15                            | 4 avril 2014     | 25 septembre 2014 |                                                     |                                           |                      | 15                   |    |   |
|                                                                                           | 15                            | 4 avril 2014     | 25 septembre 2014 |                                                     |                                           |                      | 15                   |    |   |
|                                                                                           | 15                            | 4 avril 2014     | 25 septembre 2014 |                                                     |                                           |                      | 15                   |    |   |
|                                                                                           | 16                            | 2 octobre 2014   | 26 mars 2015      |                                                     |                                           |                      | 16                   |    |   |
|                                                                                           | 16                            | 2 octobre 2014   | 26 mars 2015      |                                                     |                                           |                      | 16                   |    |   |
|                                                                                           | 16                            | 2 octobre 2014   | 26 mars 2015      |                                                     |                                           |                      | 16                   |    |   |
|                                                                                           | 16                            | 2 octobre 2014   | 26 mars 2015      |                                                     |                                           |                      | 16                   |    |   |
|                                                                                           | 16                            | 2 octobre 2014   | 26 mars 2015      |                                                     |                                           |                      | 16                   |    |   |
|                                                                                           | 16                            | 2 octobre 2014   | 26 mars 2015      |                                                     |                                           |                      | 16                   |    |   |
|                                                                                           | 16                            | 2 octobre 2014   | 26 mars 2015      |                                                     |                                           |                      | 16                   |    |   |
|                                                                                           | 16                            | 2 octobre 2014   | 26 mars 2015      |                                                     |                                           |                      | 16                   |    |   |
| Combat contre Madara (1re partie)                                                         | 16                            | 2 octobre 2014   | 26 mars 2015      |                                                     |                                           |                      | 16                   |    |   |
|                                                                                           | 16                            | 2 octobre 2014   | 26 mars 2015      |                                                     |                                           |                      | 16                   |    |   |
|                                                                                           | 16                            | 2 octobre 2014   | 26 mars 2015      |                                                     |                                           |                      | 16                   |    |   |
|                                                                                           | 16                            | 2 octobre 2014   | 26 mars 2015      |                                                     |                                           |                      | 16                   |    |   |
|                                                                                           | 16                            | 2 octobre 2014   | 26 mars 2015      |                                                     |                                           |                      | 16                   |    |   |
|                                                                                           | 16                            | 2 octobre 2014   | 26 mars 2015      |                                                     |                                           |                      | 16                   |    |   |
| Les Traces de Naruto : Les Chemins des amis                                               | 16                            | 2 octobre 2014   | 26 mars 2015      |                                                     |                                           |                      | 16                   |    |   |
|                                                                                           | 16                            | 2 octobre 2014   | 26 mars 2015      |                                                     |                                           |                      | 16                   |    |   |
|                                                                                           | 16                            | 2 octobre 2014   | 26 mars 2015      |                                                     |                                           |                      | 16                   |    |   |
|                                                                                           | 16                            | 2 octobre 2014   | 26 mars 2015      |                                                     |                                           |                      | 16                   |    |   |
|                                                                                           | 16                            | 2 octobre 2014   | 26 mars 2015      |                                                     |                                           |                      | 16                   |    |   |
|                                                                                           | 16                            | 2 octobre 2014   | 26 mars 2015      |                                                     |                                           |                      | 16                   |    |   |
|                                                                                           | 16                            | 2 octobre 2014   | 26 mars 2015      |                                                     |                                           |                      | 16                   |    |   |
|                                                                                           | 16                            | 2 octobre 2014   | 26 mars 2015      |                                                     |                                           |                      | 16                   |    |   |
|                                                                                           | 16                            | 2 octobre 2014   | 26 mars 2015      |                                                     |                                           |                      | 16                   |    |   |
|                                                                                           | 16                            | 2 octobre 2014   | 26 mars 2015      |                                                     |                                           |                      | 16                   |    |   |
|                                                                                           | 16                            | 2 octobre 2014   | 26 mars 2015      |                                                     |                                           |                      | 16                   |    |   |
|                                                                                           | 16                            | 2 octobre 2014   | 26 mars 2015      |                                                     |                                           |                      | 16                   |    |   |
|                                                                                           | 17                            | 2 avril 2015     | 24 septembre 2015 |                                                     |                                           |                      | 17                   |    |   |
|                                                                                           | 17                            | 2 avril 2015     | 24 septembre 2015 |                                                     |                                           |                      | 17                   |    |   |
|                                                                                           | 17                            | 2 avril 2015     | 24 septembre 2015 |                                                     |                                           |                      | 17                   |    |   |
|                                                                                           | 17                            | 2 avril 2015     | 24 septembre 2015 |                                                     |                                           |                      | 17                   |    |   |
|                                                                                           | 17                            | 2 avril 2015     | 24 septembre 2015 |                                                     |                                           |                      | 17                   |    |   |
|                                                                                           | 17                            | 2 avril 2015     | 24 septembre 2015 |                                                     |                                           |                      | 17                   |    |   |
|                                                                                           | 17                            | 2 avril 2015     | 24 septembre 2015 |                                                     |                                           |                      | 17                   |    |   |
|                                                                                           | 17                            | 2 avril 2015     | 24 septembre 2015 |                                                     |                                           |                      | 17                   |    |   |
| Combat contre Madara (2e partie)                                                          | 17                            | 2 avril 2015     | 24 septembre 2015 |                                                     |                                           |                      | 17                   |    |   |
|                                                                                           | 17                            | 2 avril 2015     | 24 septembre 2015 |                                                     |                                           |                      | 17                   |    |   |
|                                                                                           | 17                            | 2 avril 2015     | 24 septembre 2015 |                                                     |                                           |                      | 17                   |    |   |
|                                                                                           | 17                            | 2 avril 2015     | 24 septembre 2015 |                                                     |                                           |                      | 17                   |    |   |
|                                                                                           | 17                            | 2 avril 2015     | 24 septembre 2015 |                                                     |                                           |                      | 17                   |    |   |
|                                                                                           | 17                            | 2 avril 2015     | 24 septembre 2015 |                                                     |                                           |                      | 17                   |    |   |
|                                                                                           | 17                            | 2 avril 2015     | 24 septembre 2015 |                                                     |                                           |                      | 17                   |    |   |
|                                                                                           | 17                            | 2 avril 2015     | 24 septembre 2015 |                                                     |                                           |                      | 17                   |    |   |
|                                                                                           | 17                            | 2 avril 2015     | 24 septembre 2015 |                                                     |                                           |                      | 17                   |    |   |
|                                                                                           | 17                            | 2 avril 2015     | 24 septembre 2015 |                                                     |                                           |                      | 17                   |    |   |
|                                                                                           | 17                            | 2 avril 2015     | 24 septembre 2015 |                                                     |                                           |                      | 17                   |    |   |
|                                                                                           | 17                            | 2 avril 2015     | 24 septembre 2015 |                                                     |                                           |                      | 17                   |    |   |
|                                                                                           | 17                            | 2 avril 2015     | 24 septembre 2015 |                                                     |                                           |                      | 17                   |    |   |
| Rêves des « Arcanes lunaires infinis »                                                    | 17                            | 2 avril 2015     | 24 septembre 2015 |                                                     |                                           |                      | 17                   |    |   |
|                                                                                           | 17                            | 2 avril 2015     | 24 septembre 2015 |                                                     |                                           |                      | 17                   |    |   |
|                                                                                           | 17                            | 2 avril 2015     | 24 septembre 2015 |                                                     |                                           |                      | 17                   |    |   |
|                                                                                           | 17                            | 2 avril 2015     | 24 septembre 2015 |                                                     |                                           |                      | 17                   |    |   |
|                                                                                           | 17                            | 2 avril 2015     | 24 septembre 2015 |                                                     |                                           |                      | 17                   |    |   |
|                                                                                           | 18                            | 1er octobre 2015 | 28 avril 2016     | Carnets ninjas de Jiraya : Légendes du héros Naruto |                                           |                      |                      | 18 |   |
|                                                                                           | 18                            | 1er octobre 2015 | 28 avril 2016     | Carnets ninjas de Jiraya : Légendes du héros Naruto |                                           |                      |                      | 18 |   |
|                                                                                           | 18                            | 1er octobre 2015 | 28 avril 2016     | Carnets ninjas de Jiraya : Légendes du héros Naruto |                                           |                      |                      | 18 |   |
|                                                                                           | 18                            | 1er octobre 2015 | 28 avril 2016     | Carnets ninjas de Jiraya : Légendes du héros Naruto |                                           |                      |                      | 18 |   |
|                                                                                           | 18                            | 1er octobre 2015 | 28 avril 2016     | Carnets ninjas de Jiraya : Légendes du héros Naruto |                                           |                      |                      | 18 |   |
|                                                                                           | 18                            | 1er octobre 2015 | 28 avril 2016     | Carnets ninjas de Jiraya : Légendes du héros Naruto |                                           |                      |                      | 18 |   |
|                                                                                           | 18                            | 1er octobre 2015 | 28 avril 2016     | Carnets ninjas de Jiraya : Légendes du héros Naruto |                                           |                      |                      | 18 |   |
|                                                                                           | 18                            | 1er octobre 2015 | 28 avril 2016     | Carnets ninjas de Jiraya : Légendes du héros Naruto |                                           |                      |                      | 18 |   |
|                                                                                           | 18                            | 1er octobre 2015 | 28 avril 2016     | Carnets ninjas de Jiraya : Légendes du héros Naruto |                                           |                      |                      | 18 |   |
|                                                                                           | 18                            | 1er octobre 2015 | 28 avril 2016     | Carnets ninjas de Jiraya : Légendes du héros Naruto |                                           |                      |                      | 18 |   |
|                                                                                           | 18                            | 1er octobre 2015 | 28 avril 2016     | Carnets ninjas de Jiraya : Légendes du héros Naruto |                                           |                      |                      | 18 |   |
|                                                                                           | 18                            | 1er octobre 2015 | 28 avril 2016     | Carnets ninjas de Jiraya : Légendes du héros Naruto |                                           |                      |                      | 18 |   |
|                                                                                           | 18                            | 1er octobre 2015 | 28 avril 2016     | Carnets ninjas de Jiraya : Légendes du héros Naruto |                                           |                      |                      | 18 |   |
|                                                                                           | 18                            | 1er octobre 2015 | 28 avril 2016     | Carnets ninjas de Jiraya : Légendes du héros Naruto |                                           |                      |                      | 18 |   |
|                                                                                           | 18                            | 1er octobre 2015 | 28 avril 2016     | Carnets ninjas de Jiraya : Légendes du héros Naruto |                                           |                      |                      | 18 |   |
|                                                                                           | 18                            | 1er octobre 2015 | 28 avril 2016     | Carnets ninjas de Jiraya : Légendes du héros Naruto |                                           |                      |                      | 18 |   |
|                                                                                           | 18                            | 1er octobre 2015 | 28 avril 2016     | Carnets ninjas de Jiraya : Légendes du héros Naruto |                                           |                      |                      | 18 |   |
|                                                                                           | 18                            | 1er octobre 2015 | 28 avril 2016     | Carnets ninjas de Jiraya : Légendes du héros Naruto |                                           |                      |                      | 18 |   |
|                                                                                           | 18                            | 1er octobre 2015 | 28 avril 2016     | Carnets ninjas de Jiraya : Légendes du héros Naruto |                                           |                      |                      | 18 |   |
| Histoire d'Itachi : L'Ombre et la Lumière                                                 | 18                            | 1er octobre 2015 | 28 avril 2016     |                                                     |                                           |                      |                      | 18 |   |
|                                                                                           | 18                            | 1er octobre 2015 | 28 avril 2016     |                                                     |                                           |                      |                      | 18 |   |
|                                                                                           | 18                            | 1er octobre 2015 | 28 avril 2016     |                                                     |                                           |                      |                      | 18 |   |
|                                                                                           | 18                            | 1er octobre 2015 | 28 avril 2016     |                                                     |                                           |                      |                      | 18 |   |
|                                                                                           | 18                            | 1er octobre 2015 | 28 avril 2016     |                                                     |                                           |                      |                      | 18 |   |
|                                                                                           | 18                            | 1er octobre 2015 | 28 avril 2016     |                                                     |                                           |                      |                      | 18 |   |
|                                                                                           | 18                            | 1er octobre 2015 | 28 avril 2016     |                                                     |                                           |                      |                      | 18 |   |
|                                                                                           | 18                            | 1er octobre 2015 | 28 avril 2016     |                                                     |                                           |                      |                      | 18 |   |
|                                                                                           | 19                            | 5 mai 2016       | 13 octobre 2016   | Kaguya Otsûtsuki                                    |                                           |                      |                      | 19 |   |
|                                                                                           | 19                            | 5 mai 2016       | 13 octobre 2016   | Kaguya Otsûtsuki                                    | Histoire de Kaguya et de ses fils         |                      |                      | 19 |   |
|                                                                                           | 19                            | 5 mai 2016       | 13 octobre 2016   | Kaguya Otsûtsuki                                    |                                           |                      |                      | 19 |   |
|                                                                                           | 19                            | 5 mai 2016       | 13 octobre 2016   | Kaguya Otsûtsuki                                    |                                           |                      |                      | 19 |   |
|                                                                                           | 19                            | 5 mai 2016       | 13 octobre 2016   | Kaguya Otsûtsuki                                    |                                           |                      |                      | 19 |   |
|                                                                                           | 19                            | 5 mai 2016       | 13 octobre 2016   | Kaguya Otsûtsuki                                    | Histoire des fils du Sage des six chemins |                      |                      | 19 |   |
|                                                                                           | 19                            | 5 mai 2016       | 13 octobre 2016   | Kaguya Otsûtsuki                                    |                                           |                      |                      | 19 |   |
|                                                                                           | 19                            | 5 mai 2016       | 13 octobre 2016   | Kaguya Otsûtsuki                                    |                                           |                      |                      | 19 |   |
|                                                                                           | 19                            | 5 mai 2016       | 13 octobre 2016   | Kaguya Otsûtsuki                                    |                                           |                      |                      | 19 |   |
|                                                                                           | 19                            | 5 mai 2016       | 13 octobre 2016   | Kaguya Otsûtsuki                                    |                                           |                      |                      | 19 |   |
|                                                                                           | 19                            | 5 mai 2016       | 13 octobre 2016   | Kaguya Otsûtsuki                                    |                                           |                      |                      | 19 |   |
|                                                                                           | 19                            | 5 mai 2016       | 13 octobre 2016   | Kaguya Otsûtsuki                                    |                                           |                      |                      | 19 |   |
|                                                                                           | 19                            | 5 mai 2016       | 13 octobre 2016   | Kaguya Otsûtsuki                                    |                                           |                      |                      | 19 |   |
|                                                                                           | 19                            | 5 mai 2016       | 13 octobre 2016   | Kaguya Otsûtsuki                                    |                                           |                      |                      | 19 |   |
|                                                                                           | 19                            | 5 mai 2016       | 13 octobre 2016   | Kaguya Otsûtsuki                                    |                                           |                      |                      | 19 |   |
|                                                                                           | 19                            | 5 mai 2016       | 13 octobre 2016   | Kaguya Otsûtsuki                                    |                                           |                      |                      | 19 |   |
| Naruto et Sasuke, l’ultime combat                                                         | 19                            | 5 mai 2016       | 13 octobre 2016   |                                                     |                                           |                      |                      | 19 |   |
|                                                                                           | 19                            | 5 mai 2016       | 13 octobre 2016   |                                                     |                                           |                      |                      | 19 |   |
|                                                                                           | 19                            | 5 mai 2016       | 13 octobre 2016   |                                                     |                                           |                      |                      | 19 |   |
|                                                                                           | 19                            | 5 mai 2016       | 13 octobre 2016   |                                                     |                                           |                      |                      | 19 |   |
|                                                                                           | 19                            | 5 mai 2016       | 13 octobre 2016   |                                                     |                                           |                      |                      | 19 |   |
|                                                                                           | 20                            | 20 octobre 2016  | 23 mars 2017      | « Histoires Courtes »                               |                                           |                      |                      | 20 |   |
|                                                                                           | 20                            | 20 octobre 2016  | 23 mars 2017      | « Histoires Courtes »                               |                                           |                      |                      | 20 |   |
|                                                                                           | 20                            | 20 octobre 2016  | 23 mars 2017      | « Histoires Courtes »                               |                                           |                      |                      | 20 |   |
|                                                                                           | 20                            | 20 octobre 2016  | 23 mars 2017      | « Histoires Courtes »                               |                                           |                      |                      | 20 |   |
| « La véritable légende de Sasuke : Lever de soleil » \|                                   | 20                            | 20 octobre 2016  | 23 mars 2017      |                                                     |                                           |                      |                      | 20 |   |
|                                                                                           | 20                            | 20 octobre 2016  | 23 mars 2017      |                                                     |                                           |                      |                      | 20 |   |
|                                                                                           | 20                            | 20 octobre 2016  | 23 mars 2017      |                                                     |                                           |                      |                      | 20 |   |
|                                                                                           | 20                            | 20 octobre 2016  | 23 mars 2017      |                                                     |                                           |                      |                      | 20 |   |
|                                                                                           | 20                            | 20 octobre 2016  | 23 mars 2017      |                                                     |                                           |                      |                      | 20 |   |
| « L'Histoire Secrète de Shikamaru - Un Nuage flottant dans une Obscurité Silencieuse » \| | 20                            | 20 octobre 2016  | 23 mars 2017      |                                                     |                                           |                      |                      | 20 |   |
|                                                                                           | 20                            | 20 octobre 2016  | 23 mars 2017      |                                                     |                                           |                      |                      | 20 |   |
|                                                                                           | 20                            | 20 octobre 2016  | 23 mars 2017      |                                                     |                                           |                      |                      | 20 |   |
|                                                                                           | 20                            | 20 octobre 2016  | 23 mars 2017      |                                                     |                                           |                      |                      | 20 |   |
|                                                                                           | 20                            | 20 octobre 2016  | 23 mars 2017      |                                                     |                                           |                      |                      | 20 |   |
| « L'Histoire Secrète de Konoha - Le Jour parfait pour un Mariage » \|                     | 20                            | 20 octobre 2016  | 23 mars 2017      |                                                     |                                           |                      |                      | 20 |   |
|                                                                                           | 20                            | 20 octobre 2016  | 23 mars 2017      |                                                     |                                           |                      |                      | 20 |   |
|                                                                                           | 20                            | 20 octobre 2016  | 23 mars 2017      |                                                     |                                           |                      |                      | 20 |   |
|                                                                                           | 20                            | 20 octobre 2016  | 23 mars 2017      |                                                     |                                           |                      |                      | 20 |   |
|                                                                                           | 20                            | 20 octobre 2016  | 23 mars 2017      |                                                     |                                           |                      |                      | 20 |   |
|                                                                                           | 20                            | 20 octobre 2016  | 23 mars 2017      |                                                     |                                           |                      |                      | 20 |   |
|                                                                                           |                               |                  | 23 mars 2017      |                                                     |                                           |                      |                      | 20 |   |

## Saisons
Information : La série contient 194 épisodes fillers contre 306 épisodes tirés du manga.

### Saison 1
| N° | Titre de l'épisode en français              |
| -- | ------------------------------------------- |
| 1  | Retour au pays                              |
| 2  | L’Akatsuki entre en action                  |
| 3  | Les Fruits de l'entraînement                |
| 4  | L’Hôte de Suna                              |
| 5  | En tant que Kazekage…!                      |
| 6  | Mission accomplie                           |
| 7  | Cours, Kankurô!                             |
| 8  | L'équipe de Kakashi passe à l'attaque       |
| 9  | Les Larmes de l’hôte                        |
| 10 | Arts des sceaux : Les Neuf Dragons fantômes |
| 11 | Le Disciple du médecin                      |
| 12 | La Décision de la Grand-mère                |
| 13 | Une destinée entrevue                       |
| 14 | Les Progrès de Naruto                       |
| 15 | L'Orbe tourbillonnant géant!                |
| 16 | Le Secret de l'hôte                         |
| 17 | Gaara succombe!                             |
| 18 | Infiltration                                |
| 19 | L’Équipe de Gaï contre l'équipe de Gaï ?    |
| 20 | Hiruko contre les deux femmes ninjas        |
| 21 | Le Vrai Visage de Sasori                    |
| 22 | Chiyo joue son atout                        |
| 23 | « Papa » et « Maman »                       |
| 24 | Le Kazekage troisième du nom                |
| 25 | Trois Minutes pour vivre ou mourir          |
| 26 | Dix contre Cent!                            |
| 27 | Un rêve inachevé                            |
| 28 | La Résurrection des fauves                  |
| 29 | Kakashi ouvre les yeux!                     |
| 30 | La Beauté de l'instant                      |

### Saison 2
| N° | Titre de l'épisode en français |
| -- | ------------------------------ |
| 31 | La Relève                      |
| 32 | Le Retour du Kazekage          |
| 33 | Un nouveau but                 |
| 34 | La Nouvelle Équipe de Kakashi! |
| 35 | Un membre de trop              |
| 36 | Sourire mensonger              |
| 37 | Le Livre secret                |
| 38 | Simulation                     |
| 39 | Rencontre inattendue           |
| 40 | Kyûbi lâché!                   |
| 41 | Le Début de la mission secrète |
| 42 | Orochimaru contre l'hôte       |
| 43 | Les Larmes de Sakura           |
| 44 | Les Détails du combat          |
| 45 | Les Limites de la trahison     |
| 46 | La page inachevée              |
| 47 | Le Repaire du serpent venimeux |
| 48 | Un lien sacré                  |
| 49 | Une chose précieuse            |
| 50 | L’Histoire du livre d'images   |
| 51 | Retrouvailles                  |
| 52 | La Puissance des Uchiwa        |
| 53 | Fin de mission                 |

### Saison 3
| N° | Titre de l'épisode en français |
| -- | ------------------------------ |
| 54 | Cauchemar                      |
| 55 | Le Vent                        |
| 56 | Fourmillements                 |
| 57 | Un repos éternel troublé       |
| 58 | La Solitude                    |
| 59 | Un nouvel ennemi               |
| 60 | Hauts et Bas                   |
| 61 | Prise de contact               |
| 62 | Coéquipier                     |
| 63 | Deux Rois                      |
| 64 | Le Signal d’Ebène              |
| 65 | La Barrière des ténèbres       |
| 66 | Les Âmes ressuscitées          |
| 67 | Chacun son combat              |
| 68 | L’Heure du réveil              |
| 69 | Désespoir                      |
| 70 | Résonance                      |
| 71 | Mon ami                        |
| 72 | Une menace qui s'approche      |
| 73 | L’Akatsuki attaque             |
| 74 | Sous le ciel étoilé            |
| 75 | La Prière d'un vieux moine     |
| 76 | L’Étape suivante               |
| 77 | Une stratégie payante          |

### Saison 4
| N°  | Titre de l'épisode en français    |
| --- | --------------------------------- |
| 78  | Jugement sacré                    |
| 79  | Mauvaise Posture                  |
| 80  | Les Dernières Paroles             |
| 81  | Triste Nouvelle                   |
| 82  | L’Équipe numéro 10                |
| 83  | Cible verrouillée                 |
| 84  | Le Pouvoir de Kakuzu              |
| 85  | Un terrible secret                |
| 86  | Le Talent de Shikamaru            |
| 87  | Quand on maudit son prochain…     |
| 88  | Fûton, le shuriken tourbillonnant |
| 89  | Le Prix de la puissance           |
| 90  | La Détermination d'un ninja       |
| 91  | Le Repaire d’Orochimaru           |
| 92  | La Rencontre                      |
| 93  | Attaque combinée                  |
| 94  | Une nuit pluvieuse                |
| 95  | Deux Talismans                    |
| 96  | Un ennemi invisible               |
| 97  | Le Labyrinthe des miroirs         |
| 98  | Cible en vue                      |
| 99  | Le Démon enragé                   |
| 100 | Dans le brouillard                |
| 101 | Chacun ses sentiments             |
| 102 | Réorganisation!                   |

### Saison 5
| N°  | Titre de l'épisode en français       |
| --- | ------------------------------------ |
| 103 | La Barrière à quatre faces           |
| 104 | La Destruction du cristal            |
| 105 | Bataille aux frontières              |
| 106 | Le Camélia rouge                     |
| 107 | Une étrange alliance                 |
| 108 | La Voie du camélia                   |
| 109 | Nouvelle tentative de scellement     |
| 110 | Obscur Souvenir                      |
| 111 | La Promesse rompue                   |
| 112 | Un endroit où rentrer                |
| 113 | Le Disciple du serpent               |
| 114 | Dans l'œil du faucon                 |
| 115 | L'Épée de Zabuza                     |
| 116 | Karin du repaire du sud              |
| 117 | Jûgo du repaire du nord              |
| 118 | L’Équipe au complet                  |
| 119 | Chroniques de Kakashi - 1re partie   |
| 120 | Chroniques de Kakashi - 2e partie    |
| 121 | Ceux qui changent les choses         |
| 122 | À la recherche d’Itachi              |
| 123 | La Confrontation!                    |
| 124 | L'art est une explosion              |
| 125 | Sur les traces de Sasuke             |
| 126 | Rencontre avec Itachi                |
| 127 | Les Aventures de Jiraya - 1re partie |
| 128 | Les Aventures de Jiraya - 2e partie  |

### Saison 6
| N°  | Titre de l'épisode en français     |
| --- | ---------------------------------- |
| 129 | L'Infiltration de Jiraya           |
| 130 | Amères Retrouvailles               |
| 131 | Mode Ermite                        |
| 132 | Rencontre avec Pain                |
| 133 | Histoire de l'héroïque Jiraya      |
| 134 | Invitation au banquet              |
| 135 | Le Moment tant attendu…            |
| 136 | L’Ombre et la Lumière du Sharingan |
| 137 | La Lumière céleste                 |
| 138 | Conclusion                         |
| 139 | Le Mystère de Tobi                 |
| 140 | Fatalité                           |
| 141 | Vérité                             |
| 142 | La Bataille d'Unraikyô             |
| 143 | Hachibi contre Sasuke              |
| 144 | Le Vagabond                        |
| 145 | L’Héritière                        |
| 146 | La Volonté de l'héritière          |
| 147 | Le Passé du déserteur              |
| 148 | L’Héritage des ténèbres            |
| 149 | Séparation                         |
| 150 | La Technique interdite             |
| 151 | Maître et Élève                    |
| 152 | Une sombre nouvelle                |
| 153 | Dans l'ombre du maître             |

### Saison 7
| N°  | Titre de l'épisode en français                |
| --- | --------------------------------------------- |
| 154 | Décryptage                                    |
| 155 | La Première épreuve                           |
| 156 | L'élève surpasse le maître                    |
| 157 | Attaque sur Konoha                            |
| 158 | Le Pouvoir de la confiance                    |
| 159 | Pain contre Kakashi                           |
| 160 | Le Mystère de Pain                            |
| 161 | Mon nom est Sarutobi, mon prénom Konohamaru   |
| 162 | Le monde connaîtra la souffrance              |
| 163 | Explosion ! Le Mode ermite                    |
| 164 | Danger ! Le mode ermite s'est éteint          |
| 165 | Capture de Kyûbi : Mission accomplie          |
| 166 | Confessions                                   |
| 167 | Naissance de l’astre divin                    |
| 168 | Le Hokage Quatrième du nom                    |
| 169 | Deux Élèves                                   |
| 170 | L’Héritage du Quatrième du nom - 1re partie   |
| 171 | L’Héritage du Quatrième du nom - 2e partie    |
| 172 | Rencontres                                    |
| 173 | La Naissance de Pain                          |
| 174 | La Légende de Naruto                          |
| 175 | Le Héros de Konoha                            |
| 176 | Chapitre de Konoha : Iruka, professeur novice |
| 177 | Chapitre de Konoha : L’Épreuve d'Iruka        |
| 178 | Chapitre de Konoha : La Décision d’Iruka      |
| 179 | Kakashi Hatake, Jônin en chef                 |

### Saison 8
| N°  | Titre de l'épisode en français               |
| --- | -------------------------------------------- |
| 180 | Inari, le courage mis à l'épreuve            |
| 181 | Nostalgie : Naruto, coach en vengeance       |
| 182 | Nostalgie : Gaara, « les liens »             |
| 183 | L’Épidémie                                   |
| 184 | En avant, l'équipe de Tenten!                |
| 185 | Le Monde des animaux                         |
| 186 | Nostalgie : L’Élixir de jeunesse             |
| 187 | Nostalgie : Bornés, tel maître, tel disciple |
| 188 | Nostalgie : Chroniques d’un ninja courageux  |
| 189 | Sasuke et l’Encyclopédie des pattes          |
| 190 | Naruto et le Vieux Soldat                    |
| 191 | La Chanson d’amour de Kakashi                |
| 192 | Les Chroniques de Neji                       |
| 193 | Le Fantôme de Konoha                         |
| 194 | Course à trois jambes                        |
| 195 | Nostalgie : En formation, équipe 10!         |
| 196 | Nostalgie : Plongée dans les ténèbres        |
| 197 | Hokage le Sixième, Danzô                     |
| 198 | La Nuit avant le conseil des cinq Kage       |
| 199 | Les cinq Kage entrent en scène!              |
| 200 | La Supplique de Naruto                       |
| 201 | Amère Décision                               |
| 202 | Course Éclair                                |
| 203 | La Voie de Sasuke                            |
| 204 | La Force des cinq Kage                       |
| 205 | Déclaration de guerre                        |

### Saison 9
| N°  | Titre de l'épisode en français                           |
| --- | -------------------------------------------------------- |
| 206 | La Confession de Sakura                                  |
| 207 | Démon à queue contre démon sans queue                    |
| 208 | En tant qu'ami                                           |
| 209 | Le Bras droit de Danzô                                   |
| 210 | La Technique oculaire interdite                          |
| 211 | Danzô Shimura                                            |
| 212 | La Résolution de Sakura                                  |
| 213 | Les Liens perdus                                         |
| 214 | Un fardeau à assumer                                     |
| 215 | Deux Destinées                                           |
| 216 | Les Grands Ninjas                                        |
| 217 | La Taupe                                                 |
| 218 | Les Nations se mobilisent                                |
| 219 | Kakashi Hatake, Hokage                                   |
| 220 | La Prophétie du grand Ermite Ôgama                       |
| 221 | Mise au dépôt                                            |
| 222 | La Décision des cinq kage                                |
| 223 | Le Jeune Homme et la Mer                                 |
| 224 | Les Ninjas de Benisu                                     |
| 225 | Le Bateau Fantôme maudit                                 |
| 226 | L’Île cuirassée                                          |
| 227 | L’Île oubliée                                            |
| 228 | Bats-toi, Rock Lee                                       |
| 229 | Manger ou être mangé : L’Enfer des champignons dansants! |
| 230 | La Contre-attaque des clones                             |

### Saison 10
| N°  | Titre de l'épisode en français                       |
| --- | ---------------------------------------------------- |
| 231 | La Baie infernale                                    |
| 232 | Soirée entre filles de Konoha                        |
| 233 | Un faux Naruto ?                                     |
| 234 | L'Élève préféré de Naruto                            |
| 235 | La Femme ninja de Nadeshiko                          |
| 236 | Couvrir ses amis                                     |
| 237 | Maître Tsunade, mon idole                            |
| 238 | Le Dessin de Saï                                     |
| 239 | Inoshikachô                                          |
| 240 | La Décision de Kiba                                  |
| 241 | Kakashi, mon éternel rival!                          |
| 242 | Le serment de Naruto                                 |
| 243 | Débarquement ! Île paradisiaque ?                    |
| 244 | Killer Bee et Motoï                                  |
| 245 | Nouvelle étape ! Naruto contre Kyûbi!                |
| 246 | L'Éclat orangé                                       |
| 247 | Kyûbi convoité                                       |
| 248 | Le dernier combat du quatrième du nom                |
| 249 | Merci                                                |
| 250 | Le Monstre contre la Bête ! Une bataille au paradis! |
| 251 | Un homme appelé Kisame                               |
| 252 | L'Ange de la mort                                    |
| 253 | Un pont vers la paix                                 |
| 254 | Mission top secrète de rang S                        |
| 255 | Le retour de l’artiste                               |
| 256 | Rassemblement ! L'armée de l'Alliance des shinobis   |

### Saison 11
| N°  | Titre de l'épisode en français         |
| --- | -------------------------------------- |
| 257 | Rencontre                              |
| 258 | Rivaux                                 |
| 259 | Fissures                               |
| 260 | Séparation                             |
| 261 | Pour un ami                            |
| 262 | Le début de la guerre                  |
| 263 | Saï et Shin                            |
| 264 | Le secret de la réincarnation des âmes |
| 265 | Retrouvailles avec un vieil ennemi     |
| 266 | Le premier ennemi, le dernier ennemi   |
| 267 | Le fin stratège de Konoha              |
| 268 | À chacun son combat!                   |
| 269 | Le Mot tabou                           |
| 270 | Des Liens en Or                        |
| 271 | Road To Sakura                         |
| 272 | Mifune contre Hanzô                    |
| 273 | La véritable gentillesse               |
| 274 | La Formation Ino-Shika-Chô parfaite!   |
| 275 | Un message qui vient du cœur           |
| 276 | La statue Gedô passe à l'attaque       |
| 277 | Le Signe de réconciliation             |
| 278 | Ninjas médecins pris pour cible        |
| 279 | Le piège du Zetsu blanc                |
| 280 | L'esthétique de l'artiste              |
| 281 | La coalition des mamans                |

### Saison 12
| N°  | Titre de l'épisode en français                                  |
| --- | --------------------------------------------------------------- |
| 282 | Combler le vide                                                 |
| 283 | Les deux soleils                                                |
| 284 | Le Fendeur de casques ! Akebino Jinin                           |
| 285 | Celle qui manie le Shakuton ! Pakura, du village caché de Suna! |
| 286 | Les choses perdues à jamais                                     |
| 287 | Celui sur qui il faut parier                                    |
| 288 | Menace : Jinpachi et Kushimaru!                                 |
| 289 | Les lames-éclair !! Ameyuri Ringo                               |
| 290 | Puissance - Première partie                                     |
| 291 | Puissance - Deuxième partie                                     |
| 292 | Puissance - Troisième partie                                    |
| 293 | Puissance - Quatrième partie                                    |
| 294 | Puissance - Cinquième partie                                    |
| 295 | Puissance - Épisode final                                       |
| 296 | Naruto sur le champ de bataille                                 |
| 297 | Les sentiments de mon père, l’amour de ma mère                  |
| 298 | Rencontre tant attendue, Naruto contre Itachi                   |
| 299 | Estime                                                          |
| 300 | Mizukage, palourde et mirages                                   |
| 301 | Contradiction                                                   |
| 302 | Peur - Tyran de vapeur                                          |
| 303 | Fantômes du passé                                               |
| 304 | Téléportation Infernale                                         |
| 305 | Vengeurs                                                        |
| 306 | Les yeux du cœur                                                |

### Saison 13
| N°  | Titre de l'épisode en français              |
| --- | ------------------------------------------- |
| 307 | Disparition de Gekkô                        |
| 308 | Nuit de nouvelle lune                       |
| 309 | Mission de rang A - Duel devant l’empereur  |
| 310 | La Chute du château                         |
| 311 | Prologue of Road to Ninja!                  |
| 312 | Le Sage et l’Œil du dragon                  |
| 313 | La Neige après la pluie et parfois l’orage  |
| 314 | Triste pluie de beau temps                  |
| 315 | « Neige persistante »                       |
| 316 | L’Armée de ninjas réincarnés!!              |
| 317 | Shino contre Torune!                        |
| 318 | Le Vide du cœur, l'autre hôte               |
| 319 | L'Âme des marionnettes                      |
| 320 | Cours, Omoï                                 |
| 321 | Arrivée des renforts                        |
| 322 | Madara Uchiwa                               |
| 323 | Le Rassemblement des cinq Kage!             |
| 324 | Un masque incassable et des bulles de savon |
| 325 | Hôtes contre hôtes!                         |
| 326 | Yonbi, le roi des singes!                   |
| 327 | Kyûbi                                       |
| 328 | Kurama                                      |
| 329 | Équipes de deux                             |
| 330 | Présage de la victoire                      |
| 331 | L’Œil rivé sur les ténèbres                 |
| 332 | Volonté de pierre                           |

### Saison 14
| N°  | Titre de l'épisode en français          |
| --- | --------------------------------------- |
| 333 | Le Risque de la Réincarnation des Âmes  |
| 334 | Frères unis dans le combat              |
| 335 | Chacun son Konoha                       |
| 336 | Kabuto Yakushi                          |
| 337 | L’Activation de l’Izanami               |
| 338 | Izanagi et Izanami                      |
| 339 | Je t’aimerai toujours                   |
| 340 | Réincarnation des âmes, rupture !       |
| 341 | Orochimaru ressuscité !                 |
| 342 | Les Arcanes du ninjutsu spatio-temporel |
| 343 | Qui es-tu, à la fin ?                   |
| 344 | Obito et Madara                         |
| 345 | Je suis en enfer                        |
| 346 | Monde onirique                          |
| 347 | Une ombre furtive                       |
| 348 | Renaissance - L'Akatsuki                |
| 349 | Le masque qui cache le cœur             |
| 350 | La mort de Minato                       |
| 351 | Les cellules de Hashirama               |
| 352 | Orochimaru, le déserteur                |
| 353 | Le cobaye d’Orochimaru                  |
| 354 | Les différents chemins                  |
| 355 | Le Sharingan convoité                   |
| 356 | Shinobi de Konoha                       |

### Saison 15
| N°  | Titre de l'épisode en français      |
| --- | ----------------------------------- |
| 357 | Un Uchiwa dans les forces spéciales |
| 358 | Coup d'état                         |
| 359 | Nuit tragique                       |
| 360 | Ninja d’élite                       |
| 361 | L’équipe 7                          |
| 362 | La décision de Kakashi              |
| 363 | L’art de l'Alliance ninja           |
| 364 | Reliés                              |
| 365 | La danse des ninjas                 |
| 366 | Le temps des réponses               |
| 367 | Hashirama et Madara                 |
| 368 | L’époque des pays en guerre         |
| 369 | Le véritable rêve                   |
| 370 | La réponse de Sasuke                |
| 371 | Trou béant                          |
| 372 | Panser les plaies                   |
| 373 | L’équipe 7 réunie                   |
| 374 | Protection mutuelle                 |
| 375 | Kakashi VS Obito                    |
| 376 | Raid sur Kyûbi                      |
| 377 | Naruto vs. Mecha Naruto             |
| 378 | L'hôte de Jûbi                      |
| 379 | La brèche                           |

### Saison 16
| N°  | Titre de l'épisode en français |
| --- | ------------------------------ |
| 380 | Le jour où Naruto est né       |
| 381 | L’arbre divin                  |
| 382 | Le rêve des ninjas             |
| 383 | L’espoir                       |
| 384 | Comblés                        |
| 385 | Obito Uchiwa                   |
| 386 | Je veille sur toi              |
| 387 | Promesse tenue                 |
| 388 | Mon premier ami                |
| 389 | Les sœurs Hyûga                |
| 390 | La décision de Hanabi          |
| 391 | Madara debout                  |
| 392 | Le véritable cœur              |
| 393 | Le Rideau Tombe                |
| 394 | Nouvel Examen de Sélection     |
| 395 | Que les Épreuves Commencent    |
| 396 | Trois Questions                |
| 397 | L’Étoffe d’un Leader           |
| 398 | Veille de la 2e Épreuve        |
| 399 | Le Désert du Mal               |
| 400 | Manieur de Taijutsu!           |
| 401 | Les Virtuoses                  |
| 402 | La Traque                      |
| 403 | Une Volonté de Fer!            |
| 404 | Le Tourment de Tenten          |
| 405 | Prisonnières                   |

### Saison 17
| N°  | Titre de l'épisode en français          |
| --- | --------------------------------------- |
| 406 | Ma Place en ce Monde                    |
| 407 | Les Arcanes du Clan Yamanaka            |
| 408 | Le Maléfice de la marionnette           |
| 409 | Derrière deux dos                       |
| 410 | Le Complot                              |
| 411 | La Traque du Démon à Queues             |
| 412 | La décision de Neji                     |
| 413 | Passage de flambeau                     |
| 414 | Quand vient la mort                     |
| 415 | Les Deux Kaléidoscopes                  |
| 416 | Les débuts de l’unité Minato            |
| 417 | Soutien                                 |
| 418 | L'ombrageuse Panthère de Jade VS Madara |
| 419 | Le Printemps de mon Père                |
| 420 | L'ouverture des Verrous Psychiques      |
| 421 | L'ermite Rikudô                         |
| 422 | L'Héritier                              |
| 423 | Le rival de Naruto                      |
| 424 | Debout                                  |
| 425 | Rêve éternel                            |
| 426 | Les Arcanes Lunaires Infinis            |
| 427 | Vers un monde onirique                  |
| 428 | La place de Tenten                      |
| 429 | Killer Bee fait son show, 1er volet     |
| 430 | Killer Bee fait son show, 2e volet      |
| 431 | Ce sourire                              |

### Saison 18
| N°  | Titre de l'épisode en français                                                 |
| --- | ------------------------------------------------------------------------------ |
| 432 | Carnets ninjas de Jiraya - Légendes du héros Naruto : Le raté                  |
| 433 | Carnets ninjas de Jiraya - Légendes du héros Naruto : Mission de secours       |
| 434 | Carnets ninjas de Jiraya - Légendes du héros Naruto : L'équipe de Jiraya       |
| 435 | Carnets ninjas de Jiraya - Légendes du héros Naruto : Le sens des priorités    |
| 436 | Carnets ninjas de Jiraya - Légendes du héros Naruto : L'homme masqué           |
| 437 | Carnets ninjas de Jiraya - Légendes du héros Naruto : Le pouvoir scellé        |
| 438 | Carnets ninjas de Jiraya - Légendes du héros Naruto : Compagnons ou mission ?  |
| 439 | Carnets ninjas de Jiraya - Légendes du héros Naruto : L’Enfant de la prophétie |
| 440 | Carnets ninjas de Jiraya - Légendes du héros Naruto : L’Oiseau en cage         |
| 441 | Carnets ninjas de Jiraya - Légendes du héros Naruto : Le Retour                |
| 442 | Carnets ninjas de Jiraya - Légendes du héros Naruto : Voies séparées           |
| 443 | Carnets ninjas de Jiraya - Légendes du héros Naruto : Abîme                    |
| 444 | Carnets ninjas de Jiraya - Légendes du héros Naruto : Désertion                |
| 445 | Carnets ninjas de Jiraya - Légendes du héros Naruto : Poursuite                |
| 446 | Carnets ninjas de Jiraya - Légendes du héros Naruto : Le choc                  |
| 447 | Carnets ninjas de Jiraya - Légendes du héros Naruto : Seconde lune             |
| 448 | Carnets ninjas de Jiraya - Légendes du héros Naruto : Camarade                 |
| 449 | Carnets ninjas de Jiraya - Légendes du héros Naruto : Épopée Ninja             |
| 450 | Carnets ninjas de Jiraya - Légendes du héros Naruto : Digne Rival              |
| 451 | Histoire d'Itachi - L'Ombre et la Lumière : Vie ou Mort                        |
| 452 | Histoire d'Itachi - L'Ombre et la Lumière : Prodige                            |
| 453 | Histoire d'Itachi - L'Ombre et la Lumière : Vie et Souffrances                 |
| 454 | Histoire d'Itachi - L'Ombre et la Lumière : La Requête de Shisui               |
| 455 | Histoire d'Itachi - L'Ombre et la Lumière : Nuit de Pleine Lune                |
| 456 | Histoire d'Itachi - L'Ombre et la Lumière : Dans les Ténèbres de l'Akatsuki    |
| 457 | Histoire d'Itachi - L'Ombre et la Lumière : Compère                            |
| 458 | Histoire d’Itachi - L’Ombre et la Lumière : Vérité                             |

### Saison 19
| N°  | Titre de l'épisode en français |
| --- | ------------------------------ |
| 459 | Au Commencement                |
| 460 | Kaguya Ôtsutsuki               |
| 461 | Hagoromo et Hamura             |
| 462 | Passé Falsifié                 |
| 463 | L'Imprévisible !               |
| 464 | Ninshû                         |
| 465 | Asura et Indra                 |
| 466 | La Quête                       |
| 467 | La Résolution d'Asura          |
| 468 | Successeur                     |
| 469 | Mission spéciale               |
| 470 | Sentiments liés                |
| 471 | Les prendre en main            |
| 472 | Quoi qu'il advienne !          |
| 473 | Le Sharingan, encore une fois  |
| 474 | Félicitations !                |
| 475 | La Vallée de la Fin            |
| 476 | Le Dernier Combat              |
| 477 | Naruto et Sasuke               |
| 478 | Réconciliation                 |
| 479 | Naruto Uzumaki                 |

### Saison 20
| N°  | Titre de l'épisode en français                              |
| --- | ----------------------------------------------------------- |
| 480 | Naruto et Hinata                                            |
| 481 | Sasuke et Sakura                                            |
| 482 | Gaara et Shikamaru                                          |
| 483 | Jiraya et Kakashi                                           |
| 484 | Les Chroniques de Sasuke, 1er volet : Les bombes humaines   |
| 485 | Les Chroniques de Sasuke, 2e volet : Le Colisée             |
| 486 | Les Chroniques de Sasuke, 3e volet : Fûshin                 |
| 487 | Les Chroniques de Sasuke, 4e volet : Le Ketsuryûgan         |
| 488 | Les Chroniques de Sasuke, 5e volet : Le dernier homme       |
| 489 | Les Chroniques de Shikamaru, 1er volet : Nuages à l'Horizon |
| 490 | Les Chroniques de Shikamaru, 2e volet : Nuages Sombres      |
| 491 | Les Chroniques de Shikamaru, 3e volet : Ciel ténébreux      |
| 492 | Les Chroniques de Shikamaru, 4e volet : Suspicion           |
| 493 | Les Chroniques de Shikamaru, 5e volet : L'Aurore            |
| 494 | Naruto se marie                                             |
| 495 | La Quête Effrenée des Cadeaux de Mariage                    |
| 496 | Vapeurs Enivrantes                                          |
| 497 | Le Cadeau du Kazekage                                       |
| 498 | La dernière mission                                         |
| 499 | Casse-tête                                                  |
| 500 | Tous nos Vœux de Bonheur                                    |

## Sorties DVD

### Au Japon
Les parutions au format DVD au Japon par TV Tokyo proposent un découpage en arcs par unité d'action.

#### Premier Arc
Couvre l'arc de la capture de Gaara par Akatsuki et de son sauvetage par Naruto et ses amis, de l'épisode 1 à 32 (32 épisodes).
Paru au format DVD au Japon entre le 1er août 2007 et le 5 mars 2008, en 8 volumes, sous le nom Naruto Shippuden : L'Arc de la capture du Kazekage (NARUTO-ナルト- 疾風伝 風影奪還の章, Naruto Shippūden - Kazekage dakkan no Shō).
| Volume   | Date             | Disques | Épisodes |
| -------- | ---------------- | ------- | -------- |
| Volume 1 | 1er août 2007    | 1       | 1-4      |
| Volume 2 | 5 septembre 2007 | 1       | 5-8      |
| Volume 3 | 3 octobre 2007   | 1       | 9-12     |
| Volume 4 | 7 novembre 2007  | 1       | 13-16    |
| Volume 5 | 5 décembre 2007  | 1       | 17-20    |
| Volume 6 | 1er janvier 2008 | 1       | 21-24    |
| Volume 7 | 6 février 2008   | 1       | 25-28    |
| Volume 8 | 5 mars 2008      | 1       | 29-32    |

#### Deuxième Arc
Couvre l'arc de la recherche de Sasuke, de l'épisode 33 à 53 (21 épisodes).
Paru au format DVD au Japon entre le 2 avril 2008 et le 6 août 2008, en 5 volumes, sous le nom Naruto Shippuden : L'Arc des froides retrouvailles (NARUTO-ナルト- 疾風伝 遥かなる再会の章, Naruto Shippūden - Harukanaru saikai no Shō).
| Volume   | Date           | Disques | Épisodes |
| -------- | -------------- | ------- | -------- |
| Volume 1 | 2 avril 2008   | 1       | 33-36    |
| Volume 2 | 9 mai 2008     | 1       | 37-40    |
| Volume 3 | 4 juin 2008    | 1       | 41-44    |
| Volume 4 | 2 juillet 2008 | 1       | 45-48    |
| Volume 5 | 6 août 2008    | 1       | 49-53    |

#### Troisième Arc
Couvre l'arc filler de Sora, sur l'histoire des douze ninjas gardiens, de l'épisode 54 à 71 (18 épisodes).
Paru au format DVD au Japon entre le 3 septembre 2008 et le 3 décembre 2008, en 4 volumes, sous le nom Naruto Shippuden : L'Arc des douze ninjas gardiens (NARUTO-ナルト- 疾風伝 守護忍十二士の章, Naruto Shippūden - Shugonin jūnishi no Shō).
| Volume   | Date             | Disques | Épisodes |
| -------- | ---------------- | ------- | -------- |
| Volume 1 | 3 septembre 2008 | 1       | 54-57    |
| Volume 2 | 1er octobre 2008 | 1       | 58-61    |
| Volume 3 | 5 novembre 2008  | 1       | 62-66    |
| Volume 4 | 3 décembre 2008  | 1       | 67-71    |

#### Quatrième Arc
Couvre l'arc de Hidan et Kakuzu, de l'épisode 72 à 88 (17 épisodes).
Paru au format DVD au Japon entre le 14 janvier 2009 et le 13 mai 2009, en 4 volumes, sous le nom Naruto Shippuden : L'Arc des immortels destructeurs, Hidan-Kakuzu (NARUTO-ナルト- 疾風伝 不死の破壊者、飛段・角都の章, Naruto Shippūden - Fushi no hakaisha, Hidan-Kakuzu no Shō).
| Volume   | Date            | Disques | Épisodes |
| -------- | --------------- | ------- | -------- |
| Volume 1 | 14 janvier 2009 | 1       | 72-75    |
| Volume 2 | 4 février 2009  | 1       | 76-79    |
| Volume 3 | 4 mars 2009     | 1       | 80-83    |
| Volume 4 | 13 mai 2009     | 1       | 84-88    |

#### Cinquième Arc
Couvre l'arc filler de Sanbi, de l'épisode 89 à 112 (24 épisodes).
Paru au format DVD au Japon entre le 3 juin 2009 et le 4 novembre 2009, en 6 volumes, sous le nom Naruto Shippuden : L'Arc de l'apparition de Sanbi (NARUTO-ナルト- 疾風伝 三尾出現の章, Naruto Shippūden - Sanbi shutsugen no Shō).
| Volume   | Date             | Disques | Épisodes |
| -------- | ---------------- | ------- | -------- |
| Volume 1 | 3 juin 2009      | 1       | 89-92    |
| Volume 2 | 1er juillet 2009 | 1       | 93-96    |
| Volume 3 | 5 août 2009      | 1       | 97-100   |
| Volume 4 | 2 septembre 2009 | 1       | 101-104  |
| Volume 5 | 7 octobre 2009   | 1       | 105-108  |
| Volume 6 | 4 novembre 2009  | 1       | 109-112  |

#### Sixième Arc
Couvre les épisodes 119 et 120.
Paru au format DVD au Japon le 16 décembre 2009, sous le nom Naruto Shippuden - Les Anecdotes de Kakashi : La Vie d'un jeune garçon sur le champ de bataille (NARUTO-ナルト- 疾風伝 カカシ外伝 〜戦場のボーイズライフ〜, Naruto Shippūden - Kakashi gaiden - Senjō no bōizuraifu).
| Volume   | Date             | Disques | Épisodes |
| -------- | ---------------- | ------- | -------- |
| Volume 1 | 16 décembre 2009 | 1       | 119-120  |

#### Septième Arc
Couvre l'arc du destin de Jiraya et de la vengeance de Sasuke sur Itachi, de l'épisode 113 à 143, à l'exception des épisodes 119 et 120 (29 épisodes).
Paru au format DVD au Japon entre le 13 janvier 2010 et le 7 juillet 2010, en 7 volumes, sous le nom Naruto Shippuden : L'Arc de la prophétie du maître et de la vengeance (NARUTO-ナルト- 疾風伝 師の予言と復讐の章, Naruto Shippūden - Shi no yogen to fukushū no Shō).
| Volume   | Date            | Disques | Épisodes           |
| -------- | --------------- | ------- | ------------------ |
| Volume 1 | 13 janvier 2010 | 1       | 113-116            |
| Volume 2 | 3 février 2010  | 1       | 117-118 ・ 121-122 |
| Volume 3 | 3 mars 2010     | 1       | 123-126            |
| Volume 4 | 7 avril 2010    | 1       | 127-130            |
| Volume 5 | 12 mai 2010     | 1       | 131-134            |
| Volume 6 | 2 juin 2010     | 1       | 135-138            |
| Volume 7 | 7 juillet 2010  | 1       | 139-143            |

#### Huitième Arc
Couvre l'arc filler de Rokubi, de l'épisode 144 à 151 (8 épisodes).
Paru au format DVD au Japon entre le 4 août 2010 et le 1er septembre 2010, en 2 volumes, sous le nom Naruto Shippuden : L'Entrée en action de Rokubi (NARUTO-ナルト- 疾風伝 六尾発動の章, Naruto Shippūden - Rokubi hatsudō no Shō).
| Volume   | Date               | Disques | Épisodes |
| -------- | ------------------ | ------- | -------- |
| Volume 1 | 4 août 2010        | 1       | 144-147  |
| Volume 2 | 1er septembre 2010 | 1       | 148-151  |

#### Neuvième Arc
Couvre l'arc du senjutsu et de l’invasion de Konoha par Pain, de l'épisode 152 à 175 (24 épisodes).
Paru au format DVD au Japon entre le 6 octobre 2010 et le 2 mars 2011, en 6 volumes, sous le nom Naruto Shippuden : Les Deux Sauveurs (NARUTO-ナルト- 疾風伝 二人の救世主の章, Naruto Shippūden - Futari no kyūseishu no Shō).
| Volume   | Date              | Disques | Épisodes           |
| -------- | ----------------- | ------- | ------------------ |
| Volume 1 | 6 octobre 2010    | 1       | 152-155            |
| Volume 2 | 3 novembre 2010   | 1       | 156-159            |
| Volume 3 | 1er décembre 2010 | 1       | 160-163            |
| Volume 4 | 12 janvier 2011   | 1       | 164-167            |
| Volume 5 | 2 février 2011    | 1       | 168-169 ・ 172-173 |
| Volume 6 | 2 mars 2011       | 1       | 174-175 ・ 170-171 |

#### Dixième Arc
Couvre l'arc filler de l’histoire de Konoha, de l'épisode 176 à 196 (21 épisodes).
Paru au format DVD au Japon entre le 6 avril 2011 et le 3 août 2011, en 5 volumes, sous le nom Naruto Shippuden - Histoires du passé : Scène d’action à Konoha (NARUTO-ナルト- 疾風伝  過去篇～木ノ葉の軌跡～, Naruto Shippūden - Kakohen - Konoha no kiseki).
| Volume   | Date           | Disques | Épisodes           |
| -------- | -------------- | ------- | ------------------ |
| Volume 1 | 6 avril 2011   | 1       | 176-179            |
| Volume 2 | 11 mai 2011    | 1       | 180-183            |
| Volume 3 | 1er juin 2011  | 1       | 184-186 ・ 189     |
| Volume 4 | 6 juillet 2011 | 1       | 190-193            |
| Volume 5 | 3 août 2011    | 1       | 194-196 ・ 187-188 |

#### Onzième Arc
Couvre l'arc du Conseil des cinq kage, de l'épisode 197 à 221 (25 épisodes).
Paru au format DVD au Japon entre le 7 septembre 2011 et le 1er février 2012, en 6 volumes, sous le nom Naruto Shippuden : L'Assemblée des cinq kage (NARUTO-ナルト- 疾風伝  五影集結の章, Naruto Shippūden - Gokage shūketsu no Shō).
| Volume   | Date             | Disques | Épisodes |
| -------- | ---------------- | ------- | -------- |
| Volume 1 | 7 septembre 2011 | 1       | 197-200  |
| Volume 2 | 5 octobre 2011   | 1       | 201-204  |
| Volume 3 | 2 novembre 2011  | 1       | 205-208  |
| Volume 4 | 7 décembre 2011  | 1       | 209-212  |
| Volume 5 | 11 janvier 2012  | 1       | 213-216  |
| Volume 6 | 1er février 2012 | 1       | 217-221  |

#### Douzième Arc
Couvre l'arc filler de l’excursion vers Kumo de l'épisode 222 à 242 (21 épisodes).
Paru au format DVD au Japon entre le 7 mars 2012 et le 4 juillet 2012, en 5 volumes, sous le nom Naruto Shippuden : La Vie paradisiaque sur un bateau (NARUTO-ナルト- 疾風伝 船上のパラダイスライフ, Naruto Shippūden - Senjō no paradaisu raifu).
| Volume   | Date           | Disques | Épisodes |
| -------- | -------------- | ------- | -------- |
| Volume 1 | 7 mars 2012    | 1       | 222-225  |
| Volume 2 | 4 avril 2012   | 1       | 226-229  |
| Volume 3 | 2 mai 2012     | 1       | 230-233  |
| Volume 4 | 6 juin 2012    | 1       | 234-237  |
| Volume 5 | 4 juillet 2012 | 1       | 238-242  |

#### Treizième Arc
Couvre les épisodes 248 et 249.
Paru au format DVD au Japon le 1er août 2012, sous le nom Naruto Shippuden chapitre spécial : La Naissance de Naruto (NARUTO-ナルト- 疾風伝　特別編　～ナルト誕生～, Naruto Shippūden Tokubetsu hen - Naruto tanjō).
| Volume   | Date          | Disques | Épisodes |
| -------- | ------------- | ------- | -------- |
| Volume 1 | 1er août 2012 | 1       | 248-249  |

#### Quatorzième Arc
Couvre les épisodes 257 à 260 (4 épisodes) célébrant les 10 ans de la série d'animation.
Paru au format DVD au Japon le 5 septembre 2012, sous le nom Naruto Shippuden chapitre spécial : Les Deux Destinées (NARUTO-ナルト- 疾風伝 特別編　～宿命の二人～, Naruto Shippūden Tokubetsu hen - Shukumei no futari).
| Volume   | Date             | Disques | Épisodes |
| -------- | ---------------- | ------- | -------- |
| Volume 1 | 5 septembre 2012 | 1       | 257-260  |

#### Quinzième Arc
Couvre l'arc de la maîtrise de Kyûbi de l'épisode 243 à 275, à l'exception des épisodes 248, 249 et 257 à 260 ==(27 épisodes).
Paru au format DVD au Japon entre le 3 octobre 2012 et le 6 mars 2013, en 6 volumes, sous le nom Naruto Shippuden : Prendre le contrôle de Kyûbi et une rencontre nommée cause à effet (NARUTO-ナルト- 疾風伝  九尾掌握と因果なる邂逅の章, Naruto Shippūden - Tsuzurao shōaku to inganaru kaigō no shō).
| Volume   | Date            | Disques | Épisodes       |
| -------- | --------------- | ------- | -------------- |
| Volume 1 | 3 octobre 2012  | 1       | 243-247        |
| Volume 2 | 7 novembre 2012 | 1       | 250-253        |
| Volume 3 | 5 décembre 2012 | 1       | 254-256 ・ 261 |
| Volume 4 | 9 janvier 2013  | 1       | 262-265        |
| Volume 5 | 6 février 2013  | 1       | 266-270        |
| Volume 6 | 6 mars 2013     | 1       | 271-275        |

#### Seizième Arc
Couvre les épisodes 276 à 289 (14 épisodes).
Paru au format DVD au Japon entre le 3 avril 2013 et le 5 juin 2013, en 3 volumes, sous le nom Naruto Shippuden : Les sept épéistes légendaires (NARUTO-ナルト- 疾風伝 忍刀七人衆の章, Naruto Shippūden - Shinobi gatana shichi ninshū no shō).
| Volume   | Date         | Disques | Épisodes |
| -------- | ------------ | ------- | -------- |
| Volume 1 | 3 avril 2013 | 1       | 276-280  |
| Volume 2 | 1er mai 2013 | 1       | 281-284  |
| Volume 3 | 5 juin 2013  | 1       | 285-289  |

#### Dix-Septième Arc
Couvre les épisodes 290 à 295 (6 épisodes).
Paru au format DVD au Japon entre le 3 juillet 2013 et le 7 août 2013, en 2 volumes, sous le nom Naruto Shippuden chapitre spécial : Chikara (NARUTO-ナルト- 疾風伝　特別編【力-Chikara-, Naruto Shippūden Tokubetsu hen -Chikara-).
| Volume   | Date           | Disques | Épisodes |
| -------- | -------------- | ------- | -------- |
| Volume 1 | 3 juillet 2013 | 1       | 290-292  |
| Volume 2 | 7 août 2013    | 1       | 293-295  |

#### Dix-huitième Arc
Couvre les épisodes 296 à 320 (25 épisodes).
Paru au format DVD au Japon entre le 4 septembre 2013 et le 5 février 2014, en 6 volumes, sous le nom Naruto Shippuden : Les agresseurs de loin (NARUTO-ナルト- 疾風伝 忍界大戦・彼方からの攻撃者, Naruto Shippūden - Ninkaitaisen - kanata kara no kōgeki-sha).
| Volume   | Date             | Disques | Épisodes |
| -------- | ---------------- | ------- | -------- |
| Volume 1 | 4 septembre 2013 | 1       | 296-299  |
| Volume 2 | 2 octobre 2013   | 1       | 300-303  |
| Volume 3 | 6 novembre 2013  | 1       | 304-307  |
| Volume 4 | 4 décembre 2013  | 1       | 308-311  |
| Volume 5 | 8 janvier 2014   | 1       | 312-315  |
| Volume 6 | 5 février 2014   | 1       | 316-320  |

#### Dix-neuvième Arc
Couvre les épisodes 321 à 348 (28 épisodes).
Paru au format DVD au Japon entre le 4 mars 2014 et le 3 septembre 2014, en 7 volumes, sous le nom Naruto Shippuden : Sasuke et Itachi (NARUTO-ナルト- 疾風伝 忍界大戦・サスケとイタチ, Naruto Shippūden - Ninkaitaisen - Sasuke to Itachi).
| Volume   | Date             | Disques | Épisodes |
| -------- | ---------------- | ------- | -------- |
| Volume 1 | 4 mars 2014      | 1       | 321-324  |
| Volume 2 | 2 avril 2014     | 1       | 325-328  |
| Volume 3 | 7 mai 2014       | 1       | 329-332  |
| Volume 4 | 2 juillet 2014   | 1       | 333-336  |
| Volume 5 | 2 juillet 2014   | 1       | 337-340  |
| Volume 6 | 6 aout 2014      | 1       | 341-344  |
| Volume 7 | 3 septembre 2014 | 1       | 345-348  |

#### Vingtième Arc
Couvre les épisodes 349 à 361 (13 épisodes).
Paru au format DVD au Japon entre le 1er octobre 2014 et le 3 décembre 2014, en 3 volumes, sous le nom Histoires de Kakashi ANBU - Un ninja vivant dans l’ombre (NARUTO-ナルト- 疾風伝 カカシ暗部篇 ～闇を生きる忍～, Naruto Shippūden Kakashi anbu hen Yami o ikiru shinobi).
| Volume   | Date             | Disques | Épisodes |
| -------- | ---------------- | ------- | -------- |
| Volume 1 | 1er octobre 2014 | 1       | 349-352  |
| Volume 2 | 5 novembre 2014  | 1       | 353-356  |
| Volume 3 | 3 décembre 2014  | 1       | 357-361  |

#### Vingt-et-unième Arc
Couvre les épisodes 362 à 377, à l'exception des épisodes 373 à 375 (13 épisodes).
Paru au format DVD au Japon entre le 7 janvier 2015 et le 4 mars 2015, en 3 volumes, sous le nom Naruto Shippuden : Le Retour de l’équipe 7  (NARUTO-ナルト- 疾風伝 忍界大戦・第七班再び, Naruto Shippūden - Ninkaitaisen - dai nana-han futatabi).
| Volume   | Date           | Disques | Épisodes           |
| -------- | -------------- | ------- | ------------------ |
| Volume 1 | 7 janvier 2015 | 1       | 362-365            |
| Volume 2 | 4 février 2015 | 1       | 366-369            |
| Volume 3 | 4 mars 2015    | 1       | 370-372 ・ 376-377 |

#### Vingt-deuxième Arc
Couvre les épisodes 373 à 393, à l'exception des épisodes 376 et 377 (19 épisodes).
Paru au format DVD au Japon entre le 1er avril 2015 et le 5 août 2015, en 5 volumes, sous le nom Naruto Shippuden : Obito Uchiwa  (NARUTO-ナルト- 疾風伝 忍界大戦・うちはオビト, Naruto Shippūden - Ninkaitaisen - Uchiha Obito).
| Volume   | Date             | Disques | Épisodes       |
| -------- | ---------------- | ------- | -------------- |
| Volume 1 | 1er avril 2015   | 1       | 373-375 ・ 378 |
| Volume 2 | 13 mai 2015      | 1       | 379-382        |
| Volume 3 | 3 juin 2015      | 1       | 383-386        |
| Volume 4 | 1er juillet 2015 | 1       | 387-390        |
| Volume 5 | 5 août 2015      | 1       | 391-393        |

#### Vingt-troisième Arc
Couvre les épisodes 394 à 413 (20 épisodes).
Paru au format DVD au Japon entre le 2 septembre 2015 et le 6 janvier 2016, en 5 volumes, sous le nom Naruto Shippuden : Sur les traces de Naruto - Le chemin parcouru  (NARUTO-ナルト- 疾風伝 ナルトの背中 ～仲間の軌跡～, Naruto Shippūden - Naruto no senaka nakama no kiseki).
| Volume   | Date             | Disques | Épisodes |
| -------- | ---------------- | ------- | -------- |
| Volume 1 | 2 septembre 2015 | 1       | 394-397  |
| Volume 2 | 7 octobre 2015   | 1       | 398-401  |
| Volume 3 | 4 novembre 2015  | 1       | 402-405  |
| Volume 4 | 2 décembre 2015  | 1       | 406-409  |
| Volume 5 | 6 janvier 2016   | 1       | 410-413  |

#### Vingt-quatrième Arc
Couvre les épisodes 414 à 431 (18 épisodes).
Paru au format DVD au Japon entre le 3 février 2016 et le 11 mai 2016, en 4 volumes, sous le nom Naruto Shippuden : Tsukuyomi infini: l'invocation  (NARUTO-ナルト- 疾風伝 無限月読・発動の章, Naruto Shippūden - Mugen tsukiyomi hatsudō no shō).
| Volume   | Date           | Disques | Épisodes |
| -------- | -------------- | ------- | -------- |
| Volume 1 | 3 février 2016 | 1       | 414-417  |
| Volume 2 | 2 mars 2016    | 1       | 418-421  |
| Volume 3 | 6 avril 2016   | 1       | 422-426  |
| Volume 4 | 11 mai 2016    | 1       | 427-431  |

#### Vingt-cinquième Arc
Couvre les épisodes 432 à 450 (19 épisodes).
Paru au format DVD au Japon entre le 8 juin 2016 et le 5 octobre 2016, en 5 volumes, sous le nom Naruto Shippuden : Carnets ninjas de Jiraya - Légendes du héros Naruto  (NARUTO-ナルト- 疾風伝 自来也忍法帳～ナルト豪傑物語～, Naruto Shippūden - Jiraiya ninpō-chō - Naruto gōketsu monogatari).
| Volume   | Date             | Disques | Épisodes |
| -------- | ---------------- | ------- | -------- |
| Volume 1 | 8 juin 2016      | 1       | 432-435  |
| Volume 2 | 6 juillet 2016   | 1       | 436-439  |
| Volume 3 | 3 août 2016      | 1       | 440-443  |
| Volume 4 | 7 septembre 2016 | 1       | 444-447  |
| Volume 5 | 5 octobre 2016   | 1       | 448-450  |

#### Vingt-sixième Arc
Couvre les épisodes 451 à 458 (8 épisodes).
Paru au format DVD au Japon entre le 2 novembre 2016 et le 7 décembre 2016, en 2 volumes, sous le nom Naruto Shippuden : Histoire d’Itachi - L’ombre et la lumière  (NARUTO-ナルト- 疾風伝 イタチ真伝篇～光と闇～, Naruto Shippūden - Itachi shinden-hen - Hikari to yami).
| Volume   | Date            | Disques | Épisodes |
| -------- | --------------- | ------- | -------- |
| Volume 1 | 2 novembre 2016 | 1       | 451-454  |
| Volume 2 | 7 décembre 2016 | 1       | 455-458  |

#### Vingt-septième Arc
Couvre les épisodes 459 à 469 (11 épisodes).
Paru au format DVD au Japon entre le 11 janvier 2017 et le 1er mars 2017, en 3 volumes, sous le nom Naruto Shippuden : Les origines de Ninshu - Les deux âmes, Indra et Ashura  (NARUTO-ナルト- 疾風伝 忍宗の起源　～二つの魂インドラ・アシュラ～, Naruto Shippūden - Ninshū no kigen futatsu no tamashī indora ashura).
| Volume   | Date            | Disques | Épisodes |
| -------- | --------------- | ------- | -------- |
| Volume 1 | 11 janvier 2017 | 1       | 459-462  |
| Volume 2 | 8 février 2017  | 1       | 463-466  |
| Volume 3 | 1er mars 2017   | 1       | 467-469  |

#### Vingt-huitième Arc
Couvre les épisodes 470 à 479 (10 épisodes).
Paru au format DVD au Japon entre le 5 avril 2017 et le 7 juin 2017, en 3 volumes, sous le nom Naruto Shippuden : Le chapitre de Naruto et Sasuke  (NARUTO-ナルト- 疾風伝 ナルトとサスケの章, Naruto Shippūden - Naruto to Sasuke no shō).
| Volume   | Date         | Disques | Épisodes |
| -------- | ------------ | ------- | -------- |
| Volume 1 | 5 avril 2017 | 1       | 470-473  |
| Volume 2 | 10 mai 2017  | 1       | 474-477  |
| Volume 3 | 7 juin 2017  | 1       | 478-479  |

#### Vingt-neuvième Arc
Couvre les épisodes 480 à 483 (4 épisodes).
Paru au format DVD au Japon le 5 juillet 2017, sous le nom Naruto Shippuden : Journées nostalgiques  (NARUTO-ナルト- 疾風伝 Nostalgic Days, Naruto Shippūden - Nostalgic Days).
| Volume   | Date           | Disques | Épisodes |
| -------- | -------------- | ------- | -------- |
| Volume 1 | 5 juillet 2017 | 1       | 480-483  |

#### Trentième Arc
Couvre les épisodes 484 à 488 (5 épisodes).
Paru au format DVD au Japon le 2 août 2017, sous le nom Naruto Shippuden : Les Chroniques de Sasuke  (NARUTO-ナルト- 疾風伝 サスケ真伝　来光篇, Naruto Shippūden - Sasuke Shinden raikō-hen).
| Volume   | Date        | Disques | Épisodes |
| -------- | ----------- | ------- | -------- |
| Volume 1 | 2 août 2017 | 1       | 484-488  |

#### Trente-et-unième Arc
Couvre les épisodes 489 à 493 (5 épisodes).
Paru au format DVD au Japon le 6 septembre 2017, sous le nom Naruto Shippuden : Nuages secrets de Shikamaru flottant dans le silence de l'obscurité  (NARUTO-ナルト- 疾風伝 シカマル秘伝　闇の黙に浮ぶ雲, Naruto Shippūden - Shikamaru hiden yami no dama ni ukabu kumo).
| Volume   | Date             | Disques | Épisodes |
| -------- | ---------------- | ------- | -------- |
| Volume 1 | 6 septembre 2017 | 1       | 489-493  |

#### Trente-deuxième Arc
Couvre les épisodes 494 à 500 (7 épisodes).
Paru au format DVD au Japon entre le 4 octobre 2017 et le 1er novembre 2017, en 2 volumes, sous le nom Naruto Shippuden : Le jour de la cérémonie du mariage  (NARUTO-ナルト- 疾風伝 木ノ葉秘伝　祝言日和, Naruto Shippūden - Konoha hiden shūgen biyori).
| Volume   | Date              | Disques | Épisodes |
| -------- | ----------------- | ------- | -------- |
| Volume 1 | 4 octobre 2017    | 1       | 494-496  |
| Volume 2 | 1er novembre 2017 | 1       | 497-500  |

### En France
Depuis décembre 2008, la série d'animation Naruto Shippuden est éditée en DVD par Kana Home Video. La série comporte 39 coffrets de 3 DVD à l’exception du coffret 39 qui en contient 2, soit 13 épisodes par coffret (sauf pour les coffrets 34, 35 et 36, le nombre d'épisodes passe de 13 à 12 ; pour les coffrets 37 et 38, le nombre passe de 12 à 14 ; pour le coffret 39, le nombre sera de 7, étant les derniers de l’anime). La version disponible sur ces coffrets est la « version intégrale non censurée », identique à la version diffusée sur Game One, avec possibilité de choix de la langue.
Choix de langue : japonais / français
Sous-titres : français / néerlandais (désactivables)
| Volume    | Date              | Disques | Épisodes | Bonus collector                                 |
| --------- | ----------------- | ------- | -------- | ----------------------------------------------- |
| Volume 1  | 3 décembre 2008   | 3       | 1-13     | un poster collector                             |
| Volume 2  | 11 février 2009   | 3       | 14-26    | quatre photos inédites                          |
| Volume 3  | 22 avril 2009     | 3       | 27-39    | des feuilles de stickers                        |
| Volume 4  | 19 août 2009      | 3       | 40-52    | un porte-clef                                   |
| Volume 5  | 2 décembre 2009   | 3       | 53-65    |                                                 |
| Volume 6  | 3 février 2010    | 3       | 66-78    |                                                 |
| Volume 7  | 7 avril 2010      | 3       | 79-91    |                                                 |
| Volume 8  | 2 juin 2010       | 3       | 92-104   | un poster géant                                 |
| Volume 9  | 6 octobre 2010    | 3       | 105-117  |                                                 |
| Volume 10 | 1er décembre 2010 | 3       | 118-130  |                                                 |
| Volume 11 | 2 mars 2011       | 3       | 131-143  |                                                 |
| Volume 12 | 20 avril 2011     | 3       | 144-156  |                                                 |
| Volume 13 | 6 juillet 2011    | 3       | 157-169  |                                                 |
| Volume 14 | 5 octobre 2011    | 3       | 170-182  |                                                 |
| Volume 15 | 4 janvier 2012    | 3       | 183-195  | un strap collector pour portable                |
| Volume 16 | 7 mars 2012       | 3       | 196-208  |                                                 |
| Volume 17 | 23 mai 2012       | 3       | 209-221  |                                                 |
| Volume 18 | 5 septembre 2012  | 3       | 222-234  | un fascicule collector spécial 10 ans de Naruto |
| Volume 19 | 7 novembre 2012   | 3       | 235-247  |                                                 |
| Volume 20 | 6 mars 2013       | 3       | 248-260  |                                                 |
| Volume 21 | 25 septembre 2013 | 3       | 261-273  |                                                 |
| Volume 22 | 27 novembre 2013  | 3       | 274-286  |                                                 |
| Volume 23 | 26 mars 2014      | 3       | 287-299  |                                                 |
| Volume 24 | 7 mai 2014        | 3       | 300-312  |                                                 |
| Volume 25 | 8 octobre 2014    | 3       | 313-325  |                                                 |
| Volume 26 | 1er décembre 2014 | 3       | 326-338  |                                                 |
| Volume 27 | 4 mars 2015       | 3       | 339-351  |                                                 |
| Volume 28 | 27 mai 2015       | 3       | 352-364  |                                                 |
| Volume 29 | 4 novembre 2015   | 3       | 365-377  |                                                 |
| Volume 30 | 2 décembre 2015   | 3       | 378-390  |                                                 |
| Volume 31 | 23 mars 2016      | 3       | 391-403  |                                                 |
| Volume 32 | 4 mai 2016        | 3       | 404-416  |                                                 |
| Volume 33 | 23 novembre 2016  | 3       | 417-429  |                                                 |
| Volume 34 | 7 décembre 2016   | 3       | 430-441  |                                                 |
| Volume 35 | 15 mars 2017      | 3       | 442-453  |                                                 |
| Volume 36 | 17 mai 2017       | 3       | 454-465  | un Clearfile inédit des Chroniques d'Itachi     |
| Volume 37 | 22 novembre 2017  | 3       | 466-479  |                                                 |
| Volume 38 | 21 février 2018   | 3       | 480-493  |                                                 |
| Volume 39 | 25 mai 2018       | 2       | 494-500  | le premier épisode de Boruto en VOSTFr          |